# Lista över avsnitt av Debatt
Nedan listas de avsnitt av SVT-programmet Debatt som sänts åren 2001−2006 och från 2008 och framåt.

## Säsong 1
Sändes mellan januari och maj 2001.
| Nr | Datum      | Synopsis | Programledare                 | Övrigt |
| -- | ---------- | -------- | ----------------------------- | ------ |
| 01 | 2001-02-13 | ?        | Anna Hedenmo och Lars Wiklund |        |
| 02 | 2001-02-20 | ?        | Anna Hedenmo och Lars Wiklund |        |
| 03 | 2001-02-27 | ?        | Anna Hedenmo och Lars Wiklund |        |
| 04 | 2001-03-06 | ?        | Anna Hedenmo och Lars Wiklund |        |
| 05 | 2001-03-13 | ?        | Anna Hedenmo och Lars Wiklund |        |
| 06 | 2001-03-20 | ?        | Anna Hedenmo och Lars Wiklund |        |
| 07 | 2001-03-27 | ?        | Anna Hedenmo och Lars Wiklund |        |
| 08 | 2001-04-03 | ?        | Anna Hedenmo och Lars Wiklund |        |
| 09 | 2001-04-10 | ?        | Anna Hedenmo och Lars Wiklund |        |
| 10 | 2001-04-17 | ?        | Anna Hedenmo och Lars Wiklund |        |
| 11 | 2001-04-24 | ?        | Anna Hedenmo och Lars Wiklund |        |
| 12 | 2001-05-01 | ?        | Anna Hedenmo och Lars Wiklund |        |
| 13 | 2001-05-08 | ?        | Anna Hedenmo och Lars Wiklund |        |
| 14 | 2001-05-15 | ?        | Anna Hedenmo och Lars Wiklund |        |
| 15 | 2001-05-22 | ?        | Anna Hedenmo och Lars Wiklund |        |
| 16 | 2001-05-29 | ?        | Anna Hedenmo och Lars Wiklund |        |

## Säsong 2
Sändes mellan september och december 2001.
| Nr | Datum      | Synopsis | Programledare   | Övrigt |
| -- | ---------- | --- | --------------- | ------ |
| 01 | 2001-09-05 | ? | Lennart Persson |        |
| 02 | 2001-09-12 | 11 september-attackerna och islam debatteras med Carl Bildt, Ingvar Carlsson, vice statsminister Lena Hjelm Wallén, professor Jan Hjärpe och EU-parlamentsledamoten Per Gahrton | Lennart Persson |        |
| 03 | 2001-09-19 | 11 september-attackerna samt kloning | Lennart Persson |        |
| 04 | 2001-09-26 | Diskussion om älgjakten ska avskaffas och ersättas av p-piller till älgarna. Debatt om kändishysteri och mediernas ansvar.                                                      | Lennart Persson |        |
| 05 | 2001-10-03 | Diskussion om polisens uppträdande vid EU-toppmötet i Göteborg 2001 samt om införande av skoluniform                                                                            | Lennart Persson |        |
| 06 | 2001-10-10 | Debatt om pälsdjursuppfödning. Debatt om kriget mot talibanerna i Afghanistan.                                                                                                  | Lennart Persson |        |
| 07 | 2001-10-17 | Debatt om medierna överdriver hotet från terrorister samt om utövande graffitikonstnärer.                                                                                       | Lennart Persson |        |
| 08 | 2001-10-24 | Diskussion om för- och nackdelar med kärnkraft. Debatt om hemlöshet. | Lennart Persson |        |
| 09 | 2001-10-31 | Debatt om sponsring av skolor samt Palmemordet | Lennart Persson |        |
| 10 | 2001-11-07 | Debatt om frivillig barnlöshet samt om doping | Lennart Persson |        |
| 11 | 2001-11-14 | Debatt om utvecklingen i storstädernas förorter. Statsrådet Mona Sahlin medverkar i studion.                                                                                    | Lennart Persson |        |
| 12 | 2001-11-21 | Debatt om bostadsmarknaden med statsrådet Lars-Erik Lövdén samt en diskussion om Harry Potter är farlig för barn eller inte                                                     | Lennart Persson |        |
| 13 | 2001-11-28 | Debatt om drogtester på 12-åringar | Lennart Persson |        |
| 14 | 2001-12-05 | ? | Lennart Persson |        |
| 15 | 2001-12-12 | Debatt om stadsplanering och stadsmiljö | Lennart Persson |        |
| 16 | 2001-12-19 | Debatt om 2001 års stora händelser med bland andra Carl Bildt | Lennart Persson |        |

## Säsong 3
Sändes mellan januari och maj 2002.
| Nr | Datum      | Synopsis | Programledare   | Övrigt |
| -- | ---------- | --- | --------------- | ------ |
| 01 | 2002-01-16 | Debatt om Livets ords friskola, om Attac samt om statsminister Göran Persson                                              | Lennart Persson |        |
| 02 | 2002-01-23 | Debatt om pappaledighet samt det svenska försvarets framtida utveckling. Statsrådet Björn von Sydow medverkar i studion   | Lennart Persson |        |
| 03 | 2002-01-30 | Debatt med anledning av mordet på Fadime Sahindal                                                                         | Lennart Persson |        |
| 04 | 2002-02-06 | Debatt om en påstådd växande skillnad mellan stad och landsbygd samt om kejsarsnitt                                       | Lennart Persson |        |
| 05 | 2002-02-13 | Debatt om TV:s dokusåpor, hur statsrådet Marita Ulvskog sköter sitt ämbete samt om Sveriges neutralitetspolitik           | Lennart Persson |        |
| 06 | 2002-02-20 | Debatt om åldringsvården, Percy Barneviks fallskärmsavtal samt hur regeringen arbetar för att bekämpa narkotikabruket     | Lennart Persson |        |
| 07 | 2002-02-27 | Debatt om varför norska vintersportare lyckas så bra i tävlingar, om doping samt om Miljöpartiets vikande opinionssiffror | Lennart Persson |        |
| 08 | 2002-03-06 | Debatt om terrorism med anledning av Reza Parsas långfilm Möte med ondskan                                                | Lennart Persson |        |
| 09 | 2002-03-13 | Diskussion om för- och nackdelar med kärnfamiljen                                                                         | Lennart Persson |        |
| 10 | 2002-03-20 | Diskussion om för- och nackdelar med kärnkraft                                                                            | Lennart Persson |        |
| 11 | 2002-03-27 | Debatt om torskfisket i Östersjön                                                                                         | Lennart Persson |        |
| 12 | 2002-04-03 | Debatt om Israel-Palestinakonflikten samt läget i den svenska grundskolan                                                 | Lennart Persson |        |
| 13 | 2002-04-10 | Fortsatt debatt om läget i den svenska skolan                                                                             | Lennart Persson |        |
| 14 | 2002-04-17 | Debatt om utländska adoptioner                                                                                            | Lennart Persson |        |
| 15 | 2002-04-24 | Diskussion om höga halter av akrylamid i maten samt en debatt om stadsmiljön                                              | Lennart Persson |        |
| 16 | 2002-05-01 | Debatt om hur makten bör fördelas i Sverige, med bland andra Göran Greider, Tove Lifvendahl samt Lars Törnman             | Lennart Persson |        |

## Säsong 4
Sändes mellan september och december 2002.
| Nr | Datum      | Synopsis | Programledare   | Övrigt |
| -- | ---------- | --- | --------------- | ------ |
| 01 | 2002-09-04 | ? | Lennart Persson |        |
| 02 | 2002-09-11 | ? | Lennart Persson |        |
| 03 | 2002-09-18 | ? | Lennart Persson |        |
| 04 | 2002-09-25 | ? | Lennart Persson |        |
| 05 | 2002-10-02 | Debatt om hur de allmänna pensionspengarna förvaltas samt hur skolan ska behandla stökiga barn                      | Lennart Persson |        |
| 06 | 2002-10-09 | ? | Lennart Persson |        |
| 07 | 2002-10-16 | ? | Lennart Persson |        |
| 08 | 2002-10-23 | Debatt om hur invandrare behandlas av rättsväsendet                                                                 | Lennart Persson |        |
| 09 | 2002-10-30 | ? | Lennart Persson |        |
| 10 | 2002-11-06 | Debatt om flyktingbarn i Sveriges som försvinner spårlöst samt om legalisering av prostitution                      | Lennart Persson |        |
| 11 | 2002-11-13 | Debatt om hälsorisker med 3G samt vad lagen om hets mot folkgrupp innebär för publiceringen av religiösa skrifter   | Lennart Persson |        |
| 12 | 2002-11-20 | ? | Lennart Persson |        |
| 13 | 2002-11-27 | Debatt om jämställdhet i förskolor samt om det behövs särskilda domstolar för barn                                  | Lennart Persson |        |
| 14 | 2002-12-04 | Debatt om kloning av människor samt samhällets ungdomsfixering                                                      | Lennart Persson |        |
| 15 | 2002-12-11 | Debatt om alkoholkonsumtion och alkoholpolitik samt om alla människor har rätt att bli föräldrar                    | Lennart Persson |        |
| 16 | 2002-12-18 | Debatt om Säpos åsiktsregistrering av politiskt aktiva samt en debatt om årets julklappshandel som slår rekord igen | Lennart Persson |        |

## Säsong 5
Sändes mellan januari och maj 2003.
| Nr | Datum      | Synopsis | Programledare   | Övrigt       |
| -- | ---------- | --- | --------------- | ------------ |
| 00 | 2003-01-16 | Debatt om göteborgskravallerna 2001 | Lennart Persson | Debatt extra |
| 01 | 2003-01-28 | Debatt om ökad användning av antidepressiva medel hos ungdomar samt USA:s planer på att starta krig mot Irak                                                                     | Lennart Persson |              |
| 02 | 2003-02-04 | Debatt om proffsboxning samt det stigande antalet kvinnor som gör militärtjänst                                                                                                  | Lennart Persson |              |
| 03 | 2003-02-11 | Debatt om nyblivna pappor ska tvingas vara hemma 6 månader. Statsrådet Berit Andnor medverkar i studion.                                                                         | Lennart Persson |              |
| 04 | 2003-02-18 | ? | Lennart Persson |              |
| 05 | 2003-02-25 | Debatt om hoten mot den svenskspråkiga musiken samt intervju med kommunalpolitikern Christer Ewe                                                                                 | Lennart Persson |              |
| 06 | 2003-03-04 | Debatt om att förbjuda tiggeri samt svenskar på väg till Irak för att fungera som mänskliga sköldar                                                                              | Lennart Persson |              |
| 07 | 2003-03-11 | Debatt om särskild skattelagstiftning för professionella idrottare | Lennart Persson |              |
| 08 | 2003-03-18 | Debatt om de stigande kostnaderna för sjukförsäkringen. Statsrådet Hans Karlsson medverkar i studion.                                                                            | Lennart Persson |              |
| 09 | 2003-03-25 | Debatt om åldringsvården med anledning av TV-serien Solbacken: Avd. E samt debatt om Sveriges flyktingpolitik med bland andra statsrådet Jan O. Karlsson                         | Lennart Persson |              |
| 10 | 2003-04-01 | Debatt om för- och nackdelar med att införa euron i Sverige. I studion medverkar riksdagsman Fredrik Reinfeldt, partiledaren Maud Olofsson, chefredaktör Göran Greider med flera | Lennart Persson |              |
| 11 | 2003-04-08 | ? | Lennart Persson |              |
| 12 | 2003-04-15 | Debatt om vilken effekt friskolorna har haft. Diskussion om Saddam Husseins för- och nackdelar.                                                                                  | Lennart Persson |              |
| 13 | 2003-04-22 | ? | Lennart Persson |              |
| 14 | 2003-04-29 | ? | Lennart Persson |              |
| 15 | 2003-05-06 | ? | Lennart Persson |              |
| 16 | 2003-05-13 | ? | Lennart Persson |              |

## Sommardebatt 2003
Under sommaren 2003 gjordes en specialsäsong med Debatt inför EBU-valet samma höst. Lennart Persson, Katia Elliot och Sverker Olofsson delade på programledarrollerna under denna tid.
| Nr | Datum      | Synopsis                                                       | Programledare    | Övrigt |
| -- | ---------- | -------------------------------------------------------------- | ---------------- | ------ |
| 01 | 2003-06-05 | ?                                                              | Lennart Persson  |        |
| 02 | 2003-06-12 | ?                                                              | Lennart Persson  |        |
| 03 | 2003-06-19 | ?                                                              | Lennart Persson  |        |
| 04 | 2003-06-26 | ?                                                              | Lennart Persson  |        |
| 05 | 2003-07-03 | ?                                                              | Katia Elliott    |        |
| 06 | 2003-07-10 | Debatt om landsbygdspolitiken samt om IOGT-NTO:s reklamkampanj | Katia Elliott    |        |
| 07 | 2003-07-17 | ?                                                              | Katia Elliott    |        |
| 08 | 2003-08-07 | Debatt med anledning av folkomröstningen om EMU                | Sverker Olofsson |        |
| 09 | 2003-08-14 | Debatt med anledning av folkomröstningen om EMU                | Sverker Olofsson |        |
| 10 | 2003-08-21 | Debatt med anledning av folkomröstningen om EMU                | Sverker Olofsson |        |
| 11 | 2003-08-28 | Debatt med anledning av folkomröstningen om EMU                | Sverker Olofsson |        |
| 12 | 2003-09-04 | Debatt med anledning av folkomröstningen om EMU                | Sverker Olofsson |        |

## Säsong 6
Sändes mellan september och december 2003.
| Nr | Datum      | Synopsis                             | Programledare   | Övrigt |
| -- | ---------- | ------------------------------------ | --------------- | ------ |
| 01 | 2003-09-09 | ?                                    | Lennart Persson |        |
| 02 | 2003-09-16 | ?                                    | Lennart Persson |        |
| 03 | 2003-09-23 | Debatt om statens stöd till kulturen | Lennart Persson |        |
| 04 | 2003-09-30 | ?                                    | Lennart Persson |        |
| 05 | 2003-10-07 | ?                                    | Lennart Persson |        |
| 06 | 2003-10-14 | ?                                    | Lennart Persson |        |
| 07 | 2003-10-21 | ?                                    | Lennart Persson |        |
| 08 | 2003-10-28 | ?                                    | Lennart Persson |        |
| 09 | 2003-11-04 | ?                                    | Lennart Persson |        |
| 10 | 2003-11-11 | ?                                    | Lennart Persson |        |
| 11 | 2003-11-18 | ?                                    | Lennart Persson |        |
| 12 | 2003-11-25 | ?                                    | Lennart Persson |        |
| 13 | 2003-12-02 | ?                                    | Lennart Persson |        |
| 14 | 2003-12-09 | ?                                    | Lennart Persson |        |
| 15 | 2003-12-16 | ?                                    | Lennart Persson |        |

## Säsong 7
Sändes mellan januari och maj 2004.
| Nr | Datum      | Synopsis | Programledare   | Övrigt |
| -- | ---------- | --- | --------------- | ------ |
| 01 | 2004-01-13 | ? | Lennart Persson |        |
| 02 | 2004-01-20 | ? | Lennart Persson |        |
| 03 | 2004-01-27 | Diskussion om krogvåldet med bland andra Staffan Oldsberg och Fadde Darwich | Lennart Persson |        |
| 04 | 2004-02-03 | ? | Lennart Persson |        |
| 05 | 2004-02-10 | Debatt om kriminalvården med bland andra statsrådet Thomas Bodström | Lennart Persson |        |
| 06 | 2004-02-17 | Debatt om för- och nackdelar med en strikt barnuppfostran, om det politiska partiet Junilistan samt kvinnosynen i reklamen | Lennart Persson |        |
| 07 | 2004-02-24 | Debatt om värnplikten ska ersättas av vårdplikt, statsrådet Lars Engqvist medverkar i studion. Debatt om utländska spelbolag i Sverige med statsrådet Bosse Ringholm                                                                | Lennart Persson |        |
| 08 | 2004-03-02 | Debatt om spöken existerar eller ej samt debatt om höjd skatt på fet mat | Lennart Persson |        |
| 09 | 2004-03-09 | Debatt om för- och nackdelar med konstitutionell monarki. Diskussion om Sveriges framtida försvar samt om Irakkriget | Lennart Persson |        |
| 10 | 2004-03-16 | Debatt om stadsjeeparnas miljöpåverkan samt trängselskatt i Stockholm | Lennart Persson |        |
| 11 | 2004-03-23 | Debatt om terrorismen samt tingsrättens kommande dom mot Mijailo Mijailovic | Lennart Persson |        |
| 12 | 2004-03-30 | Debatt om idrottsstjärnor som viker ut sig, om Harry Potter är farlig för barn samt om anställda ska få klä sig hur de vill | Lennart Persson |        |
| 13 | 2004-04-06 | Debatt om tillståndet i den svenska sjukvården | Lennart Persson |        |
| 14 | 2004-04-13 | Debatt med anledning av det kommande EU-valet | Lennart Persson |        |
| 15 | 2004-04-20 | Debatt om SIDA:s bistånd till Indien samt statsminister Göran Perssons sätt att sköta sitt ämbete | Lennart Persson |        |
| 16 | 2004-04-27 | Debatt om för- och nackdelar med en större vargstam i Sverige | Lennart Persson |        |
| 17 | 2004-05-04 | Debatt om hur Sverige ser ut 2014 med bland andra Christofer Fjellner (MUF), Tove Fraurud (Ung Vänster), Fredrik Malm (LUF), Ardalan Shekarabi (SSU), Fredrick Federley (CUF), Zaida Catalan (Grön Ungdom) och Jakob Forssmed (KDU) | Lennart Persson |        |
| 18 | 2004-05-11 | Debatt om svenskarnas hatkärlek till USA med musikern Mikael Wiehe, Vänsterpartiets America Vera Zavala samt boxaren Paulo Roberto                                                                                                  | Lennart Persson |        |
| 19 | 2004-05-18 | Debatt om kommunerna ska hjälpa handikappade få tag i pornografi och prostituerade | Lennart Persson |        |

## Debatt EU
Under sommaren 2004 gjorde Debatt specialavsnitt inför det kommande EU-valet. Dessa program leddes av Sverker Olofsson.
| Nr | Datum      | Synopsis | Programledare    | Övrigt    |
| -- | ---------- | --- | ---------------- | --------- |
| 01 | 2004-05-24 | Debatt inför det kommande EU-valet | Sverker Olofsson | Debatt EU |
| 02 | 2004-05-31 | Debatt inför det kommande EU-valet | Sverker Olofsson | Debatt EU |
| 03 | 2004-06-07 | Debatt inför det kommande EU-valet | Sverker Olofsson | Debatt EU |
| 04 | 2004-06-14 | Debatt om gårdagens EU-val, om kommunsammanslagningar och att allt fler män köper skönhetsprodukter till sig själva                                          | Sverker Olofsson |           |
| 05 | 2004-06-21 | Debatt om lagförslag som gör bilägaren ansvarig för all fortkörning. Diskussion om Sverige som turistland, medverkar i studion gör statsrådet Ulrica Messing | Sverker Olofsson |           |

## Säsong 8
Sändes mellan augusti och december 2004. De tre första programmen för säsongen var smygstartare för säsongen (markerade med A, B och C).
| Nr | Datum      | Synopsis | Programledare   | Övrigt |
| -- | ---------- | --- | --------------- | ------ |
| A  | 2004-08-02 | Debatt om ätstörningar hos idrottande kvinnor. Diskussion om reklam riktat till barn.                                                                                    | Helena Wink     |        |
| B  | 2004-08-09 | ? | Helena Wink     |        |
| C  | 2004-08-17 | Debatt om dagens unga män är veklingar. Diskussion om ett förslag om maskeringsförbud.                                                                                   | Helena Wink     |        |
| 01 | 2004-08-24 | Debatt om ett nytt kvinnoparti är nödvändigt samt om vilka sportgrenar som bör delta i olympiska spelen                                                                  | Lennart Persson |        |
| 02 | 2004-08-31 | Direktsänt från Rosengård i Malmö, medverkar gör bland andra statsrådet Mona Sahlin                                                                                      | Lennart Persson |        |
| 03 | 2004-09-07 | Debatt om svenska folkets arbetsmoral. I studion medverkar statsrådet Hans Karlsson. Reportage om pedofiler och internet.                                                | Lennart Persson |        |
| 04 | 2004-09-14 | Debatt om framtiden för det svenska lantbruket med bland andra statsrådet Ann-Christin Nykvist                                                                           | Lennart Persson |        |
| 05 | 2004-09-21 | Debatt om Norrland är en närande eller tärande del av Sverige | Lennart Persson |        |
| 06 | 2004-09-28 | Debatt om svensk kriminalvård samt om ett förslag att höja skatten för pensionärer                                                                                       | Lennart Persson |        |
| 07 | 2004-10-05 | Debatt om Vänsterpartiet Kommunisternas kontakter i Östeuropa under 1970- och 1980-talen                                                                                 | Lennart Persson |        |
| 08 | 2004-10-12 | Debatt om en påstådd kollektiv skuld hos män med chefredaktör Johan Ehrenberg, JÄMO Claes Borgström samt författaren Göran Hägg                                          | Lennart Persson |        |
| 09 | 2004-10-19 | Debatt om för- och nackdelar med barnaga | Lennart Persson |        |
| 10 | 2004-10-26 | Debatt om våldsamma fotbollssupportrar | Lennart Persson |        |
| 11 | 2004-11-02 | Debatt om objektiv journalistik existerar samt om dödsannonser för husdjur                                                                                               | Lennart Persson |        |
| 12 | 2004-11-09 | Debatt om uppfödning av pälsdjur ska förbjudas | Lennart Persson |        |
| 13 | 2004-11-16 | Debatt om publicering av namn och bild i media av dömda brottslingar samt regeringens beslut att benåda en dömd brottsling                                               | Lennart Persson |        |
| 14 | 2004-11-23 | Debatt om Sverigedemokraterna mellan partiledaren Jimmie Åkesson och Folkpartiets partiledare Lars Leijonborg. Statsrådet Ibrahim Baylan diskuterar religiösa friskolor. | Lennart Persson |        |
| 15 | 2004-11-30 | Debatt om tidsgränser i abortlagstiftningen, kollektivavtal för utländska arbetstagare samt Sveriges Televisions dokusåpa Riket                                          | Lennart Persson |        |
| 16 | 2004-12-07 | Debatt om Sveriges framtida försvar med bland andra statsrådet Leni Björklund                                                                                            | Lennart Persson |        |
| 17 | 2004-12-14 | Debatt om regeringens mål att halvera sjukfrånvaron samt om för- och nackdelar med ett allmänt DNA-register för att bekämpa brottslighet                                 | Lennart Persson |        |

## Säsong 9
Sändes mellan januari och maj 2005.
| Nr | Datum      | Synopsis | Programledare   | Övrigt                     |
| -- | ---------- | --- | --------------- | -------------------------- |
| 01 | 2005-01-11 | Debatt om myndigheternas agerande i samband med flodvågskatastrofen samt om jämställdhet                                                                           | Lennart Persson |                            |
| 02 | 2005-01-18 | Debatt om lagen om hets mot folkgrupp med anledning av domen mot Åke Green                                                                                         | Lennart Persson |                            |
| 03 | 2005-01-25 | Debatt om skogsbruk med anledning av Orkanen Gudrun, hur bostadsbolag väljer hyresgäster samt fyra år till med George W. Bush                                      | Lennart Persson |                            |
| 04 | 2005-02-01 | Debatt om det statliga filmstödet samt att statliga myndigheter flyttas från Stockholm till krisorter                                                              | Lennart Persson |                            |
| 05 | 2005-02-08 | Debatt om bidragsfusk | Lennart Persson |                            |
| 06 | 2005-02-15 | Kvinnosynen inom idrottsrörelsen, om regler för vapenexport samt vägavgifter                                                                                       | Lennart Persson |                            |
| 07 | 2005-02-22 | Debatt om könsidentitet samt apatiska flyktingbarn | Lennart Persson |                            |
| 08 | 2005-03-01 | Debatt om TV3:s Insider som anmälts för hets mot folkgrupp. Diskussion om försäljningsframgångar för svenska deckarromaner samt Ericssons nedläggning i Nynäshamn. | Lennart Persson |                            |
| 09 | 2005-03-08 | Debatt om Folkpartiets immigrationspolitik samt om barnlösa ska få hjälp till vilken kostnad som helst. I studion medverkar partiledaren Göran Hägglund            | Lennart Persson |                            |
| 10 | 2005-03-15 | Debatt om fildelning, om sjukvårdens organisation samt försvarets marknadsföring                                                                                   | Lennart Persson |                            |
| 11 | 2005-03-22 | Debatt om att ha giftormar som husdjur, om regissören Staffan Valdemar Holm som vunnit Kulturelitpriset samt de politiska ungdomsförbunden                         | Lennart Persson |                            |
| 12 | 2005-03-29 | Debatt om för- och nackdelar med en union mellan Sverige och Norge, om framtidens trafik när oljereserverna är slut samt om den heliga Birgitta led av epilepsi    | Lennart Persson |                            |
| 13 | 2005-04-05 | Debatt om för- och nackdelar efter att Sverige varit medlem i EU i tio år                                                                                          | Lennart Persson |                            |
| 14 | 2005-04-12 | Direktsändning från Piteå om misshandel i nära relationer | Lennart Persson | Debatt direkt från Sverige |
| 15 | 2005-04-19 | Direktsändning från Visby om digitaliseringen av marknätet | Lennart Persson | Debatt direkt från Sverige |
| 16 | 2005-04-26 | Direktsändning från Malmö om för- och nackdelar med byggnaden Turning Torso                                                                                        | Lennart Persson | Debatt direkt från Sverige |
| 17 | 2005-05-03 | Direktsändning från Trollhättan där statsrådet Hans Karlsson och partiledaren Fredrik Reinfeldt diskuterar arbetslöshet                                            | Lennart Persson | Debatt direkt från Sverige |
| 18 | 2005-05-10 | Direktsändning från Tidaholmsanstalten. Debatt om kriminalvården med bland andra statsrådet Thomas Bodström                                                        | Lennart Persson | Debatt direkt från Sverige |

## Sommardebatt 2005
Sommaren 2005 flyttade Debatt tillfälligt till Umeå och programleddes av Linda Olofsson och Helena Wink.
| Nr | Datum      | Synopsis | Programledare                  | Övrigt       |
| -- | ---------- | --- | ------------------------------ | ------------ |
| 01 | 2005-05-26 | Debatt om hot och trakasserier inom idrotten mot spelare och domare                                                               | Linda Olofsson Helena Wink     | Sommardebatt |
| 02 | 2005-06-02 | Debatt om pokerspelande och om att vara homosexuell politiker. Statsrådet Bosse Ringholm diskuterar poker.                        | Linda Olofsson och Helena Wink | Sommardebatt |
| 03 | 2005-06-09 | Debatt om föräldraförsäkringen | Linda Olofsson och Helena Wink | Sommardebatt |
| 04 | 2005-06-16 | Debatt om rennäringens framtid | Linda Olofsson och Helena Wink | Sommardebatt |
| 05 | 2005-06-23 | Debatt om att föda ett småsyskon för att på så sätt bota en genetisk sjukdom hos äldre syskon                                     | Linda Olofsson och Helena Wink | Sommardebatt |
| 06 | 2005-06-30 | Debatt om att idrottsrörelsen sponsras av bryggerier                                                                              | Linda Olofsson och Helena Wink | Sommardebatt |
| 07 | 2005-08-04 | Debatt om terrorismlagstiftning med statsrådet Thomas Bodström, Margareta Winberg intervjuas om feminism                          | Linda Olofsson och Helena Wink | Sommardebatt |
| 08 | 2005-08-11 | Debatt om köp av alkohol via internet, debatt om äktenskapsbalkens vara eller inte vara, grön skatteväxling samt läget i Zimbabwe | Linda Olofsson och Helena Wink | Sommardebatt |
| 09 | 2005-08-18 | Debatt om hemtjänsten, uppfödning av kyckling samt intervju med Folkpartiets tidigare partiledare Maria Leissner                  | Linda Olofsson och Helena Wink | Sommardebatt |
| 10 | 2005-08-25 | Debatt om arbetslösa akademiker, om björnjakt och utbyggnad av vattenkraften. Statsrådet Hans Karlsson medverkar                  | Linda Olofsson och Helena Wink | Sommardebatt |
| 11 | 2005-09-01 | Debatt om cancervården, integration av invandrare samt införande av skoluniform                                                   | Linda Olofsson och Helena Wink | Sommardebatt |

## Säsong 10
Sändes mellan september och december 2005.
| Nr | Datum      | Synopsis | Programledare   | Övrigt                     |
| -- | ---------- | --- | --------------- | -------------------------- |
| 01 | 2005-09-06 | Direktsändning från Gnosjö med statsrådet Mona Sahlin och partiledaren Maud Olofsson                           | Lennart Persson | Debatt direkt från Sverige |
| 02 | 2005-09-13 | Direktsändning från Kiruna och debatt om Kirunas framtid                                                       | Lennart Persson | Debatt direkt från Sverige |
| 03 | 2005-09-20 | Direktsändning från Helsingborg och debatt om Sveriges alkoholpolitik                                          | Lennart Persson | Debatt direkt från Sverige |
| 04 | 2005-09-27 | Direktsändning från Karlstad och debatt om valfrihet inom barnomsorg. Statsrådet Lena Hallengren medverkar     | Lennart Persson | Debatt direkt från Sverige |
| 05 | 2005-10-04 | Direktsändning från Uppsala och debatt om hur muslimer kan integreras i Sverige                                | Lennart Persson | Debatt direkt från Sverige |
| 06 | 2005-10-11 | Debatt om fågelinfluensan                                                                                      | Lennart Persson |                            |
| 07 | 2005-10-18 | Debatt om vad som har orsakat den globala uppvärmningen                                                        | Lennart Persson |                            |
| 08 | 2005-10-25 | Debatt om hur de politiska partierna ska rekrytera aktiva samt om fildelning                                   | Lennart Persson |                            |
| 09 | 2005-11-01 | Debatt om för- och nackdelar med ekologiska livsmedel samt om tvångsomhändertagning av gravida alkoholister    | Lennart Persson |                            |
| 10 | 2005-11-08 | Debatt om fiffel i idrottsrörelsen, präster som inte vill välsigna homosexuella samt feministiskt självförsvar | Lennart Persson |                            |
| 11 | 2005-11-15 | Diskussion om elmarknaden samt om 1960-talets vänster                                                          | Lennart Persson |                            |
| 12 | 2005-11-22 | Debatt om ökande andlighet, om apatiska flyktingbarn samt hög bensinskatt                                      | Lennart Persson |                            |
| 13 | 2005-11-29 | Diskussion om vår syn på Karl XII samt om Högsta domstolens dom mot pastor Åke Green                           | Lennart Persson |                            |
| 14 | 2005-12-06 | Debatt om att ge nobelpriset i litteratur till Elfriede Jelinek och Harold Pinter                              | Lennart Persson |                            |
| 15 | 2005-12-13 | Debatt om äldreomsorgen                                                                                        | Lennart Persson |                            |
| 16 | 2005-12-20 | Debatt om kommunerna mer aktivt ska ingripa i barnuppfostran                                                   | Lennart Persson |                            |

## Säsong 11
Sändes mellan januari och juni 2006. Efter denna säsong lades Debatt ned på "obestämd framtid" och ersattes istället av debattprogrammet Argument.
| Nr | Datum      | Synopsis | Programledare   | Övrigt |
| -- | ---------- | --- | --------------- | ------ |
| 01 | 2006-01-10 | ? | Lennart Persson |        |
| 02 | 2006-01-17 | Debatt om trängselskatt i Stockholm, om våldtäkter och om herrlandslagets fotbollsmatch mot Saudiarabien                                                               | Lennart Persson |        |
| 03 | 2006-01-24 | Om den påstådda ökande klyftan mellan äldre och unga, om medias rapportering om Mellanöstern samt om samerna                                                           | Lennart Persson |        |
| 04 | 2006-01-31 | Debatt om ordningsbetyg i grundskolan samt om svenskt bistånd till palestinierna                                                                                       | Lennart Persson |        |
| 05 | 2006-02-07 | Debatt om rättssäkerhet och integritet med statsrådet Thomas Bodström                                                                                                  | Lennart Persson |        |
| 06 | 2006-02-28 | Debatt om Olof Palmes politiska arv, 20 år efter Palmemordet | Lennart Persson |        |
| 07 | 2006-03-07 | Debatt om adoptivföräldrar, om pisksnärtskador, om Försäkringskassan och politikerförtroende                                                                           | Lennart Persson |        |
| 08 | 2006-03-14 | ? | Lennart Persson |        |
| 09 | 2006-03-21 | Debatt om förhållandet mellan staten och Sveriges Television med anledning av kampanjen Fri television                                                                 | Lennart Persson |        |
| 10 | 2006-03-28 | Debatt om höga ersättningar till direktörer samt om Svenska kyrkan är alltför politiserad                                                                              | Lennart Persson |        |
| 11 | 2006-04-04 | Debatt om betygsättning samt om studiemedlets nivå | Lennart Persson |        |
| 12 | 2006-04-11 | Debatt om massmedias påstådda kränkningar av kända personer samt om USA:s arsenal av atombomber                                                                        | Lennart Persson |        |
| 13 | 2006-04-18 | Debatt om kärnkraften i Sverige med bland andra statsrådet Mona Sahlin, språkrör Maria Wetterstrand samt partiledaren Lars Leijonborg                                  | Lennart Persson |        |
| 14 | 2006-04-25 | Debatt om Sverige ska bojkotta fotbolls-VM med bland andra jämställdhetsombudsman Claes Borgström samt statsrådet Bosse Ringholm                                       | Lennart Persson |        |
| 15 | 2006-05-02 | Debatt om skolpolitiken är rasistisk eller ej samt om utländska spelbolags verksamhet i Sverige. I studion medverkar statsråden Sven-Erik Österberg och Ibrahim Baylan | Lennart Persson |        |
| 16 | 2006-05-09 | Debatt om Bobby Äikilä och myndigheternas ansvar samt om vargjakt | Lennart Persson |        |
| 17 | 2006-05-16 | Debatt om polisbrutalitet samt feminismen ett år efter sändningen av Könskriget                                                                                        | Lennart Persson |        |
| 18 | 2006-05-23 | Debatt om sex bland ungdomar samt elallergi | Lennart Persson |        |
| 19 | 2006-05-30 | Debatt om familjepolitik och valfrihet inom barnomsorgen samt det vetenskapliga värdet med intelligent design                                                          | Lennart Persson |        |
| 20 | 2006-06-06 | Debatt om den svenska självbilden och tillståndet i Sverige | Lennart Persson |        |

## Säsong 12
Sändes mellan januari och maj 2008.
| Nr | Datum      | Synopsis | Programledare   | Övrigt         |
| -- | ---------- | --- | --------------- | -------------- |
| 01 | 2008-01-17 | Varför behandlar svensk media hovet med så stor respekt? Diskussion om brottsligheten, till exempel dödsmisshandeln av Riccardo Campogiani                                   | Stina Lundberg  |                |
| 02 | 2008-01-24 | Diskussion för och emot prostitution. Diskussion om den globala uppvärmningen är bevisad eller inte                                                                          | Stina Lundberg  |                |
| 03 | 2008-01-31 | Diskussion om olika dieter. Diskussion om statligt bidrag till tidskriften Mana                                                                                              | Stina Lundberg  |                |
| 04 | 2008-02-07 | Diskussion om ungdomsvåld samt om Melodifestivalen är ett överskattat jippo eller ej                                                                                         | Stina Lundberg  |                |
| 05 | 2008-02-14 | Diskussion om rättssäkerhet med anledning av Stureplansrättegången. Tito Beltran medverkar i studion. Debatt om torskfisket i Östersjön.                                     | Stina Lundberg  |                |
| 06 | 2008-02-21 | Diskussion om misshandel i nära relationer. Den tidigare hustrun till Tony Stigsson medverkar i studion. Debatt om Kubas framtid samt om Försäkringskassans förtroendeläkare | Stina Lundberg  |                |
| 07 | 2008-02-28 | Diskussion om legalisering av droger samt om att Bingolotto flyttas till TV4 Plus                                                                                            | Stina Lundberg  |                |
| 08 | 2008-03-06 | Debatt om hur man sakligt kan diskutera islam. Amelia Adamo ogillar ungdomsfixeringen i samhället.                                                                           | Stina Lundberg  |                |
| 09 | 2008-03-13 | Debatt om för- och nackdelar med konsumtion. Debatt om utvisning av asylsökande till Irak.                                                                                   | Stina Lundberg  |                |
| 10 | 2008-03-27 | Diskussion om övergrepp mot förståndshandikappad på särskilt boende samt om varför ungdomar lämnar fackförbunden                                                             | Janne Josefsson |                |
| 11 | 2008-04-03 | Debatt om hur media beskriver förorten Bergsjön utanför Göteborg. Inslag om mörkhyade som vill bleka sin hy.                                                                 | Janne Josefsson |                |
| 12 | 2008-04-10 | Diskussion om bojkott av sommar-OS i Peking. Inslag om att kvinnor som föder barn blir allt äldre.                                                                           | Janne Josefsson |                |
| 13 | 2008-04-17 | Diskussion med anledning av Englamordet om lämpliga straff samt diskussion om nytt system för hyressättning av lägenheter                                                    | Janne Josefsson |                |
| 14 | 2008-04-24 | Den sexuella revolutionen fyller 40 år, diskussionen om hur synen på sex har förändrats. Debatt om mördarsniglar.                                                            | Janne Josefsson |                |
| 15 | 2008-05-01 | Debatt om vad invandringen kostar samhället samt varför jobbskatteavdraget inte berör pensionerna                                                                            | Janne Josefsson |                |
| 16 | 2008-05-08 | Debatt om det lämpliga att Englas begravning sänds i TV. Diskussion om 60-årsfirande Israel.                                                                                 | Janne Josefsson |                |
| 17 | 2008-05-15 | Debatt om polisens gripande av musikern Busta Rhymes, lönerna på Electrolux samt om intresset för dansbandsmusik                                                             | Janne Josefsson |                |
| 18 | 2008-05-22 | Direktsänt från Olympiabyn i Peking där TV-tittarna kan ställa frågor till invånare i Peking                                                                                 | Janne Josefsson | Debatt special |

## Säsong 13
Sändes mellan augusti och december 2008.
| Nr | Datum      | Synopsis | Programledare   | Övrigt |
| -- | ---------- | --- | --------------- | ------ |
| 01 | 2008-08-28 | Diskussion om för- och nackdelar med FRA-lagen                                                                              | Janne Josefsson |        |
| 02 | 2008-09-04 | Diskussion om varför kronprinsessan Victoria aldrig gifter sig. Debatt om utländska arbetstagare i Sverige.                 | Janne Josefsson |        |
| 03 | 2008-09-11 | Debatt om den organiserade brottsligheten som i allt högre grad använder skjutvapen                                         | Janne Josefsson |        |
| 04 | 2008-09-18 | Debatt om det finns någon framtid för landsbygden                                                                           | Janne Josefsson |        |
| 05 | 2008-09-25 | Diskussion om statliga stöd till kulturverksamhet. Skådespelare och kulturpolitiker möts i studion.                         | Janne Josefsson |        |
| 06 | 2008-10-02 | Diskussion om hur staten kan hjälpa Volvo samt om vilka regler för abort som bör gälla.                                     | Janne Josefsson |        |
| 07 | 2008-10-09 | Diskussion om papparollen. Debatt om att använda våld i politiskt arbete.                                                   | Janne Josefsson |        |
| 08 | 2008-10-16 | Diskussion om media ska publicera namn och foto på misstänkta brottslingar. Inslag om romernas situation i Europa.          | Janne Josefsson |        |
| 09 | 2008-10-23 | Diskussion om kommunala skolor och friskolor, skolminister Jan Björklund medverkar i studion                                | Janne Josefsson |        |
| 10 | 2008-10-28 | Diskussion om sportjournalistik                                                                                             | Janne Josefsson |        |
| 11 | 2008-10-30 | Debatt om varför kriminalvården misslyckas med ungdomsbrottslingar                                                          | Janne Josefsson |        |
| 12 | 2008-11-04 | Debatt om vilken amerikansk presidentkandidat som är bäst                                                                   | Janne Josefsson |        |
| 13 | 2008-11-06 | Debatt med anledning av Halal-TV om att välja att inte skaka hand med andra. Författaren Carl Hamilton medverkar i studion. | Janne Josefsson |        |
| 14 | 2008-11-11 | Debatt om att införa maxtid och semester för barnen i förskolan                                                             | Janne Josefsson |        |
| 15 | 2008-11-13 | Debatt om att elakhet i det offentliga samtalet är en genväg till att bli känd. Diskussion om Lissabonfördraget.            | Janne Josefsson |        |
| 16 | 2008-11-18 | Diskussion om allmänhetens förtroende för bankerna                                                                          | Janne Josefsson |        |
| 17 | 2008-11-20 | Debatt om för- och nackdelar med utländsk adoption                                                                          | Janne Josefsson |        |
| 18 | 2008-11-25 | Diskussion om äldreomsorgen, statsrådet Maria Larsson medverkar i studion                                                   | Janne Josefsson |        |
| 19 | 2008-11-27 | Debatt om hemlöshet samt om föräldrar som har gått långt för att skydda sina barn från faror                                | Janne Josefsson |        |
| 20 | 2008-12-02 | Debatt om Mona Sahlins ställning som partiledare                                                                            | Janne Josefsson |        |
| 21 | 2008-12-04 | Debatt om för- och nackdelar med dödshjälp. Diskussion om Vellinge kommun som inte tar emot ensamkommande flyktingbarn.     | Janne Josefsson |        |
| 22 | 2008-12-09 | Diskussion om den svenska bilindustrin. Musikern Stefan Sundström medverkar i studion.                                      | Janne Josefsson |        |
| 23 | 2008-12-16 | Debatt om den morddömde Thomas Quick är skyldig eller ej                                                                    | Janne Josefsson |        |
| 24 | 2008-12-18 | Debatt om för- och nackdelar med restriktioner för inköp av alkohol                                                         | Janne Josefsson |        |

## Säsong 14
Sändes mellan januari och maj 2009.
| Nr | Datum      | Synopsis | Programledare   | Övrigt |
| -- | ---------- | --- | --------------- | ------ |
| 01 | 2009-01-15 | Debatt om gazakonflikten samt Liza Marklunds bok Gömda                                                                         | Janne Josefsson |        |
| 02 | 2009-01-20 | Debatt om utvisning av två minderåriga flickor                                                                                 | Janne Josefsson |        |
| 03 | 2009-01-22 | Debatt om hur kristdemokraten Lennart Sacrédeus har behandlats av partiledningen                                               | Janne Josefsson |        |
| 04 | 2009-01-29 | Debatt om rasism på Södertälje sjukhus samt en diskussion om konst med anledning av polisanmälan mot konststudenten Anna Odell | Janne Josefsson |        |
| 05 | 2009-02-05 | Debatt om våld på ishockeyrinken samt riksdagsledamöternas löner                                                               | Janne Josefsson |        |
| 06 | 2009-02-12 | Debatt om händelserna i Knutby 2004                                                                                            | Janne Josefsson |        |
| 07 | 2009-02-19 | Debatt om Försäkringskassans regler för sjukskrivning                                                                          | Janne Josefsson |        |
| 08 | 2009-02-26 | Debatt om civilkurage och att ta strid när saker är fel. Statsrådet Göran Hägglund medverkar.                                  | Janne Josefsson |        |
| 09 | 2009-03-05 | Debatt om sänkt lön i utbyte mot sänkt arbetstid                                                                               | Janne Josefsson |        |
| 10 | 2009-03-12 | Debatt om Israel-kritik och antisemitism samt om särskilda dagis för homosexuella föräldrar                                    | Janne Josefsson |        |
| 11 | 2009-03-19 | Debatt om äktenskapet och det ökande antalet skilsmässor                                                                       | Janne Josefsson |        |
| 12 | 2009-03-26 | Debatt om kritiken mot LO:s ordförande Wanja Lundby-Wedin                                                                      | Janne Josefsson |        |
| 13 | 2009-04-02 | Debatt om ekologiskt lantbruk och dess konsekvenser, med bland andra Marit Paulsen                                             | Janne Josefsson |        |
| 14 | 2009-04-16 | Debatt om vem som ska betala polisbevakningen av fotbollsmatcher                                                               | Janne Josefsson |        |
| 15 | 2009-04-23 | Debatt om ökande antal överviktiga barn och vad som kan göras                                                                  | Janne Josefsson |        |
| 16 | 2009-04-30 | Återblick på klassiska TV-debatter med bland andra Olof Palme, Vilhelm Moberg, Björn Ranelid och Unni Drougge                  | Janne Josefsson |        |
| 17 | 2009-05-07 | Debatt om ungdomsarbetslösheten samt för- och nackdelar med sexköpslagen                                                       | Janne Josefsson |        |
| 18 | 2009-05-21 | Debatt om integration med bland andra statsrådet Nyamko Sabuni och socialdemokraten Nalin Pekgul                               | Janne Josefsson |        |

## Säsong 15
Sändes mellan augusti och december 2009.
| Nr | Datum      | Synopsis | Programledare   | Övrigt |
| -- | ---------- | --- | --------------- | ------ |
| 01 | 2009-08-20 | Debatt om Sveriges truppnärvaro i Afghanistan samt hur långt en landshövding kan gå för att locka företag                     | Belinda Olsson  |        |
| 02 | 2009-08-25 | Debatt om våldtäktsbegreppet och rättssäkerhet vid våldtäktsrättegångar                                                       | Belinda Olsson  |        |
| 03 | 2009-08-27 | Debatt om en kontroversiell artikel i Aftonbladet samt den medicinska nyttan av spikmatta                                     | Belinda Olsson  |        |
| 04 | 2009-09-01 | Debatt om svininfluensan och massvaccination                                                                                  | Belinda Olsson  |        |
| 05 | 2009-09-03 | Debatt om ungdomar som kastar sten på brandbilar samt om Sveriges studenter är bortskämda                                     | Belinda Olsson  |        |
| 06 | 2009-09-08 | Debatt om ammande pappor är naturligt eller inte                                                                              | Belinda Olsson  |        |
| 07 | 2009-09-10 | Debatt om underhållningsprogrammet Den stora resan                                                                            | Belinda Olsson  |        |
| 08 | 2009-09-15 | Debatt om vinster hos vårdbolag                                                                                               | Lennart Persson |        |
| 09 | 2009-09-17 | Debatt om Mehdi Ghezali och vad UD ska göra för att bistå honom                                                               | Belinda Olsson  |        |
| 10 | 2009-09-22 | Debatt om Aftonbladets beslut att stoppa annonser från Sverigedemokraterna                                                    | Belinda Olsson  |        |
| 11 | 2009-09-24 | Debatt om kulturetablissemangets syn på vanliga svenskar. I studion medverkar statsrådet Göran Hägglund                       | Belinda Olsson  |        |
| 12 | 2009-09-29 | Debatt om publicering av namn och adress på dömda sexbrottslingar                                                             | Belinda Olsson  |        |
| 13 | 2009-10-01 | Debatt om mobbning i skolan samt om kändisar som ställer upp i riksdagsvalet                                                  | Belinda Olsson  |        |
| 14 | 2009-10-06 | Debatt om apatiska flyktingbarn                                                                                               | Belinda Olsson  |        |
| 15 | 2009-10-08 | Debatt om TV4:s TV-program Inlåst samt om polisbrutalitet som inte utreds ordentligt                                          | Belinda Olsson  |        |
| 16 | 2009-10-13 | Debatt om den egna framtiden avgörs av social bakgrund eller egen vilja                                                       | Belinda Olsson  |        |
| 17 | 2009-10-15 | Debatt om heltäckande slöja ska förbjudas eller ej samt hur Rädda barnen använder insamlade medel                             | Belinda Olsson  |        |
| 18 | 2009-10-20 | Debatt om SMS-lån samt Sverigedemokraternas inställning till muslimer                                                         | Belinda Olsson  |        |
| 19 | 2009-10-22 | Debatt om massvaccinering mot svininfluensan med bland andra statsrådet Maria Larsson                                         | Belinda Olsson  |        |
| 20 | 2009-10-27 | Debatt om för- och nackdelar med skatteutjämningssystemet                                                                     | Belinda Olsson  |        |
| 21 | 2009-10-29 | Plastikkirurgin diskuteras av Linda Rosing och Lulu Carter samt debatt om Sturebymordet                                       | Belinda Olsson  |        |
| 22 | 2009-11-03 | Diskussion om att gömma flyktingar som hotas av utvisning                                                                     | Belinda Olsson  |        |
| 23 | 2009-11-05 | Sveriges Televisions TV-program Ett fall för Louise debatteras av bland andra Kattis Ahlström                                 | Belinda Olsson  |        |
| 24 | 2009-11-10 | Debatt om olika konspirationsteorier om 11 september                                                                          | Belinda Olsson  |        |
| 25 | 2009-11-12 | Debatt om kampsporten MMA ska förbjudas eller ej                                                                              | Belinda Olsson  |        |
| 26 | 2009-11-17 | Debatt om Vellinge kommun som inte tar emot ensamkommande barn                                                                | Belinda Olsson  |        |
| 27 | 2009-11-19 | Debatt mellan Jonas Gardell och katolska kyrkan samt nyttan med elchockbehandling                                             | Belinda Olsson  |        |
| 28 | 2009-11-24 | Diskussion om hur mycket löneökningar som Sveriges ekonomi tål                                                                | Belinda Olsson  |        |
| 29 | 2009-11-26 | Diskussioner om världens klimat och förväntningar på Köpenhamnsmötet                                                          | Belinda Olsson  |        |
| 30 | 2009-12-01 | Debatt om den svenska grisuppfödningen. Statsrådet Eskil Erlandsson medverkar i studion.                                      | Belinda Olsson  |        |
| 31 | 2009-12-03 | Diskussion om svenskarnas inställning till minareter samt att antalet foster med Downs syndrom aborteras i högre utsträckning | Belinda Olsson  |        |
| 32 | 2009-12-08 | Debatt om att ge Nobels fredspris till Barack Obama                                                                           | Lennart Persson |        |
| 33 | 2009-12-17 | Debatt om otrohet med anledning av uppmärksamheten kring Tiger Woods                                                          | Belinda Olsson  |        |

## Säsong 16
Sändes mellan januari och maj 2010. Avsnitt markerade med A sändes på tisdagar, medan avsnitt markerade med B sändes på torsdagar.
| Nr  | Datum      | Synopsis | Programledare   |
| --- | ---------- | --- | --------------- |
| 01A | 2010-01-19 | Debatt om reglerna i sjukförsäkringen. I studion medverkar bland andra riksdagsman Gunnar Axén, ordförande för socialförsäkringsutskottet. | Belinda Olsson  |
| 01B | 2010-01-21 | Debatt om P3 guld-galan som blev grabbarnas fest - vart tog tjejerna vägen? Dessutom debatteras vargjakten. | Belinda Olsson  |
| 02A | 2010-01-26 | Debatt om valrörelsen med bl.a. K-G Bergström och Lena Melin. | Belinda Olsson  |
| 02B | 2010-01-28 | Debatt om Facebook kan avskeda folk, för att de skriver dumma saker. Dessutom debatt om "alla" män kan tänka sig att köpa sex, vilket dokumentärfilmaren Svante Tidholm menar. | Belinda Olsson  |
| 03A | 2010-02-02 | Debatt om de höga elräkningarna som kom i månadsskiftet januari/februari. | Belinda Olsson  |
| 03B | 2010-02-04 | Debatt om de stora tågförseningarna som drabbade Sveriges resenärer under vintern. Dessutom debatt om läkare ska stå över lagen. | Belinda Olsson  |
| 04A | 2010-02-09 | Debatt om Sverige ska dra sig ur Afghanistankriget. | Belinda Olsson  |
| 04B | 2010-02-11 | Debatt om det är dags att kvotera in kvinnor i företagens ledningar. Dessutom debatt om tv-programmet Det okända som ringde upp en familj och sade att deras dotter, som varit död i många år, spökade i en lägenhet. Humanisternas ordförande Christer Sturmark menar att det är bluff- och bågprogram, vilket programledaren Caroline Giertz inte håller med om. | Belinda Olsson  |
| 05A | 2010-02-16 | Debatt om Röda Korsets ordförande Bengt Westerbergs höga arvode. | Belinda Olsson  |
| 06A | 2010-02-23 | Debatt om kristendomens lära i skolan. | Belinda Olsson  |
| 07A | 2010-03-02 | Debatt om Melodifestivalens vara eller icke vara. | Belinda Olsson  |
| 05B | 2010-03-04 | Debatt om "fjäsket" till kungafamiljen med bl.a. Lars Adaktusson, Ebba von Sydow och Hasse Aro. Dessutom debatt om varför städerskor väcker så heta känslor. | Janne Josefsson |
| 08A | 2010-03-09 | Debatt om kommunerna som vill bygga stora arenor istället för att satsa på vård och omsorg. | Belinda Olsson  |
| 06B | 2010-03-11 | Debatt om hotet mot konstnären Lars Vilks skrämmer andra konstnärer. Dessutom om pappor diskrimineras i vårdnadstvister. | Belinda Olsson  |
| 09A | 2010-03-16 | Debatt om att Dagens Nyheter skär ner på sina kultursidor. | Belinda Olsson  |
| 07B | 2010-03-18 | Debatt om kokainets problem. | Belinda Olsson  |
| 10A | 2010-03-23 | Debatt om partier som Sverigedemokraterna och Nationaldemokraterna ska få bedriva valkampanjer i landets skolor. | Belinda Olsson  |
| 08B | 2010-03-25 | Debatt om Uppdrag gransknings reportage om våldtäkten på en 14-årig flicka i Bjästa. | Belinda Olsson  |
| 11A | 2010-03-30 | Debatt om Thomas Quick. | Belinda Olsson  |
| 09B | 2010-04-01 | Debatt om man ska beskatta socker. Dessutom debatt om världens olja håller på att ta slut. | Belinda Olsson  |
| 12A | 2010-04-06 | Debatt om Sverige ska sälja vapen till krigsdrabbade länder. | Belinda Olsson  |
| 10B | 2010-04-08 | Debatt om eftertiden efter parkeringsmordet i Landskrona. | Belinda Olsson  |
| 13A | 2010-04-13 | Debatt om smutskastningskampanjer mellan de politiska partierna. | Belinda Olsson  |
| 11B | 2010-04-15 | Debatt om hur regeringen tänker stoppa ungdomskriminaliteten. | Belinda Olsson  |
| 14A | 2010-04-20 | Jobbdebatt mellan Maria Wetterstrand och Maud Olofsson inför höstens riksdagsval. | Belinda Olsson  |
| 12B | 2010-04-22 | Valspecial: Yosri Fouda, programledare för programmet "Last World" i Egypten, undersöker den svenska integrationspolitiken. Dessutom debatt om de politiskt korrekta barnböckerna. | Belinda Olsson  |
| 15A | 2010-04-27 | Debatt om psykiatrins ansvar när patienter begår självmord. | Belinda Olsson  |
| 13B | 2010-04-29 | Valspecial: Mikael Bertelsen, känd provokatör från Danmark, undersöker jämställdheten i Sverige. | Belinda Olsson  |
| 16A | 2010-05-04 | Debatt om inkomstklyftorna ökar i Sverige och om klassamhället växer. | Belinda Olsson  |
| 14B | 2010-05-06 | Valspecial: Rose Bukirwa, nyhetschef på UBC i Uganda, undersöker skolpolitiken. | Belinda Olsson  |
| 17A | 2010-05-11 | Debatt om hur poliser framställs på film. | Belinda Olsson  |
| 15B | 2010-05-13 | Valspecial: Tony Connelly, europakorrespondent för Irländska RTÉ, undersöker den svenska folkhälsan. | Belinda Olsson  |

## Almedalsveckan 2010
Under Almedalsveckan 2010 sändes Debatt med några specialprogram som leddes av Janne Josefsson. 
 I varje program satt dessutom Alexander Bard, Lillemor Arvidsson och Pigge Werkelin med som bisittare.
| Nr | Datum      | Synopsis | Programledare   |
| -- | ---------- | --- | --------------- |
| 01 | 2010-07-05 | Debatt om smutsiga valkampanjer.                                                                              | Janne Josefsson |
| 02 | 2010-07-08 | Debatt om fenomenet Almedalen med politiker och andra inbjudna. Dessutom diskuteras Mona Sahlins Almedalstal. | Janne Josefsson |

## Säsong 17
Sändes mellan augusti och december 2010. Avsnitt markerade med A sändes på tisdagar, medan avsnitt markerade med B sändes på torsdagar.
| Nr  | Datum      | Synopsis | Programledare  |
| --- | ---------- | --- | -------------- |
| 01A | 2010-08-31 | Debatt om Bert Karlssons uttalande om lata ungdomar som inte tar vilket jobb som helst. | Belinda Olsson |
| 01B | 2010-09-02 | Debatt om att skolminister Jan Björklund vill ha med föräldrarna i skolorna. | Belinda Olsson |
| 02A | 2010-09-07 | Debatt om Mona Sahlin motarbetas av medierna. | Belinda Olsson |
| 02B | 2010-09-09 | Debatt om det är rätt eller fel av kommuner att tillåta att ålderdomshem låser in äldre människor. | Belinda Olsson |
| 03A | 2010-09-14 | ? | Belinda Olsson |
| 03B | 2010-09-16 | Valdebatt mellan några riksdagspartier och Sverigedemokraterna, Piratpartiet och Feministiskt Initiativ. | Belinda Olsson |
| 04A | 2010-09-21 | Debatt om Lars Ohlys utspel efter att han vägrade sminka sig samtidigt som Sverigedemokraternas partiledare Jimmie Åkesson under valnatten.                                                                                          | Belinda Olsson |
| 04B | 2010-09-23 | Debatt om "skandalsåpan" Kungarna av Tylösand. | Belinda Olsson |
| 05A | 2010-09-28 | Debatt om genmodifierad mat. | Belinda Olsson |
| 05B | 2010-09-30 | Debatt om korruptionshärvan i Göteborg. | Belinda Olsson |
| 06A | 2010-10-05 | Debatt om könsroller i svenska skolors klassrum. | Belinda Olsson |
| 06B | 2010-10-07 | Debatt om djurrättsaktivister och deras kampanj att släppa minkar fria. | Belinda Olsson |
| 07A | 2010-10-12 | Debatt om Sveriges Afghanistaninsats. Debatt mellan de som tycker att svenska soldater ska vara kvar och de som tycker att svenska soldater ska åka hem igen.                                                                        | Belinda Olsson |
| 07B | 2010-10-14 | Debatt om självmordssajter. | Belinda Olsson |
| 08A | 2010-10-19 | Debatt om Jackie Arklöv ska få sitt livstidsstraff tidsbestämt. | Belinda Olsson |
| 08B | 2010-10-21 | Debatt om fosterbarn och om klädkedjan Hennes & Mauritz agerande i Kambodja. | Belinda Olsson |
| 09A | 2010-10-26 | Debatt om hemlöshet med bl.a. artisten Camilla Henemark och barn- och äldreminister Maria Larsson. | Belinda Olsson |
| 09B | 2010-10-28 | Debatt om religiös tro ska få bestämma hur läkare agerar i sin arbetsroll. | Belinda Olsson |
| 10A | 2010-11-02 | Debatt om politikermutor med anledning av mediedrevet kring Sofia Arkelsten. | Belinda Olsson |
| 10B | 2010-11-04 | Debatt om grävande journalistik. Dessutom debatt om tabun kring kvinnors sexliv med bl.a. Monica Gunne, Amelia Adamo och Malena Ivarsson.                                                                                            | Belinda Olsson |
| 11A | 2010-11-09 | Debatt om SVT-programmet Ung och bortskämd. | Belinda Olsson |
| 11B | 2010-11-11 | Debatt om fotografen Elisabeth Ohlson Wallins senaste konstutställning. | Belinda Olsson |
| 12A | 2010-11-16 | Debatt om hur pengar fördelas inom sportvärlden. | Belinda Olsson |
| 12B | 2010-11-18 | Debatt om Mona Sahlin fick avgå som Socialdemokraternas partiordförande för att hon är kvinna. Dessutom debatt om journalister saboterar polisens verksamhet, bl.a. i samband med namnpubliceringen av den s.k. Lasermannen i Malmö. | Belinda Olsson |
| 13A | 2010-11-23 | Debatt om det ska vara ett lagbrott att föräldrar är berusade med sina barn. | Belinda Olsson |
| 13B | 2010-11-25 | Debatt om det tramsas med svensk film. Dessutom debatt om röktrenden och bybor som konfronterar ett vindkraftsföretag. | Belinda Olsson |
| 14A | 2010-11-30 | Debatt om att bli känd på Internet, bland annat på YouTube. | Belinda Olsson |
| 14B | 2010-12-02 | Debatt om vinterns ankomst och dess tågförseningar som uppstår. | Belinda Olsson |
| 15A | 2010-12-07 | Debatt om den dåliga arbetsmiljön bland ambulanspersonal. | Belinda Olsson |
| 15B | 2010-12-09 | Debatt om Föräldrar till dagisbarn ska få bestämma om ens barn ska bli serverad veganmat istället för annan mat. Dessutom debatt om hajar, efter hajattacken i Sharm el-Sheikh i Egypten.                                            | Belinda Olsson |
| 16A | 2010-12-14 | Debatt om Bombdåden i Stockholm. | Belinda Olsson |
| 16B | 2010-12-16 | Debatt om kulturens framtid med bl.a. Andreas Carlsson och Regina Lund. | Belinda Olsson |
| 17A | 2010-12-21 | Debatt om sexbrottsanklagelserna mot Wikileaks grundare Julian Assange. | Belinda Olsson |
| 17B | 2010-12-23 | Årskrönika: Belinda Olsson berättar och sammanfattar debattåret 2010. | Belinda Olsson |

## Säsong 18
Sändes mellan januari och maj 2011. Från denna säsong sändes programmet enbart på torsdagar.
| Nr | Datum      | Synopsis | Programledare   |
| -- | ---------- | --- | --------------- |
| 01 | 2011-01-20 | Debatt mellan skådespelerskan Helena Bergström och Filminstitutets chef om Colin Nutley. Dessutom debatt om polisen ska göra offentliga pedofilregister.                                     | Belinda Olsson  |
| 02 | 2011-01-27 | Debatt om Ikea och botemedel mot autism. | Belinda Olsson  |
| 03 | 2011-02-03 | Debatt om revolutionen i Egypten. Dessutom debatt om vaccinet mot svininfluensan har gett sömnsjuka hos barn.                                                                                | Belinda Olsson  |
| 04 | 2011-02-10 | Debatt om sexspalter i kvällstidningar. Dessutom om barnfattigdomen i Sverige. | Belinda Olsson  |
| 05 | 2011-02-17 | Debatt om svenska skolor inte håller måttet med bl.a. läraren Johnny som medverkade i SVT-serien Klass 9A.                                                                                   | Belinda Olsson  |
| 06 | 2011-02-24 | Debatt om säljföretag som utnyttjar ungdomar. Dessutom debatt om utvecklingen i Libyen. | Belinda Olsson  |
| 07 | 2011-03-03 | Debatt om bloggerskor sprider sjuka ideal. Dessutom debatt om ersättning till de s.k. barnhemsbarnen.                                                                                        | Janne Josefsson |
| 08 | 2011-03-10 | Debatt om hur man stoppar hustrumorden i Sverige. Dessutom debatt om Håkan Juholts framtid som Socialdemokraternas partiordförande.                                                          | Belinda Olsson  |
| 09 | 2011-03-17 | Debatt om kärnkraft och fetmaoperationer. | Belinda Olsson  |
| 10 | 2011-03-24 | Debatt om SVT-programmet Huset fullt med hundar som ifrågasatts bland djurvänner. Dessutom debatt om det är rätt att uppmuntra folk till otrohet, bl.a. genom otrohetssajten Victoria Milan. | Belinda Olsson  |
| 11 | 2011-03-31 | Debatt om att skicka JAS-plan till Libyen. Dessutom debatt om småbarnsföräldrars hälsa. | Belinda Olsson  |
| 12 | 2011-04-07 | Debatt om kvällspressens bevakning av Sveriges drottning Silvia. Dessutom debatt om konstnären Lars Vilks uppmaning om koranbränning.                                                        | Belinda Olsson  |
| 13 | 2011-04-14 | Debatt om den nya sjukförsäkringen. Dessutom debatt om knark ersatt alkohol i barer. | Belinda Olsson  |
| 14 | 2011-04-21 | Debatt om vargar och hedersflyktingar. | Belinda Olsson  |
| 15 | 2011-04-28 | Debatt om övergrepp inom idrottsvärlden. Dessutom debatt om cancervården på Sahlgrenska sjukhuset som kritiserats hårt av bland andra Ingvar Oldsberg.                                       | Belinda Olsson  |
| 16 | 2011-05-05 | Debatt om dödsskjutningen av Usama bin Ladin och fas 3-jobben. | Belinda Olsson  |
| 17 | 2011-05-19 | Debatt om fotbollsvåld. Dessutom debatt om rockband som stängs ute från klubbar på grund av att de anses vara drogliberala.                                                                  | Belinda Olsson  |
| 18 | 2011-05-26 | Debatt om manliga kramar och botox. | Belinda Olsson  |

## Almedalsveckan 2011
Under Almedalsveckan 2011 sändes Debatt med några specialprogram som leddes av Belinda Olsson. 
 I varje program satt dessutom Patrik Sjöberg och Jenny Madestam med som bisittare. Bobo Krull medverkade även i programmen och gjorde reportage i Almedalen.
| Nr | Datum      | Synopsis                               | Programledare  |
| -- | ---------- | -------------------------------------- | -------------- |
| 01 | 2011-07-05 | Debatt om Sveriges ekonomiska framtid. | Belinda Olsson |
| 02 | 2011-07-07 | Debatt om politikerhetsen.             | Belinda Olsson |

## Säsong 19
Sändes mellan september och december 2011.
| Nr | Datum      | Synopsis | Programledare  |
| -- | ---------- | --- | -------------- |
| 01 | 2011-09-01 | Debatt om tidningar som stänger av kommentarsfälten på Internetbaserade artiklar. Dessutom debatt om skilsmässor är vägen för lyckligare kvinnor och om SVT-programmet Maestro.                                                                                | Belinda Olsson |
| 02 | 2011-09-08 | Debatt om barnaga och om rökare ska vägras vård. | Belinda Olsson |
| 03 | 2011-09-15 | Debatt om terroråtalet i Göteborg. Dessutom debatt om Uppdrag gransknings reportage om upploppen i Backa och Brixton. | Belinda Olsson |
| 04 | 2011-09-22 | Debatt om Idolsamhället, sågande bokkritiker och Dawit Isaak. | Belinda Olsson |
| 05 | 2011-09-29 | Debatt om och med avhoppande Sverigedemokraten William Petzäll samt om ungdomar ska behöva arbeta för slavlöner. | Belinda Olsson |
| 06 | 2011-10-06 | Debatt om och med Marcus Birro om hans partiledaransökan för Kristdemokraterna. Dessutom debatt om hur farligt det är att arbeta på svenska häkten. | Belinda Olsson |
| 07 | 2011-10-13 | Debatt om Håkan Juholt och Glada Hudik-teatern. | Belinda Olsson |
| 08 | 2011-10-20 | Debatt om kritiken mot utrikesminister Carl Bildt angående de två fängslade svenskarna i Etiopien. | Belinda Olsson |
| 09 | 2011-10-27 | Debatt om kritiken mot 15-årsgränsen för att se den kommande Twilight-filmen. Dessutom debatt om veterinärskostnader. | Belinda Olsson |
| 10 | 2011-11-03 | Debatt om Uppdrag gransknings program om föräldrarna Thomas och Jennie. | Belinda Olsson |
| 11 | 2011-11-10 | Debatt om ishockeytacklingar. Dessutom debatt om underklädesförsäljare som bär namnskyltar med sin bh-storlek på. | Belinda Olsson |
| 12 | 2011-11-17 | Debatt om säker privat äldrevård, kråka som matsedelsrätt på restaurang och om Försäkringskassans nye generaldirektör Dan Eliasson. | Belinda Olsson |
| 13 | 2011-11-24 | Debatt mellan Sveriges och Norges skidlag. Dessutom debatt om hot mot skådespelare angående pjäsen Scum. | Belinda Olsson |
| 14 | 2011-12-01 | Debatt om internatskolorna efter tidigare avslöjanden om pennalism och våld på olika internatskolor. | Belinda Olsson |
| 15 | 2011-12-08 | Debatt om skolors "tvång" att fira lucia och advent i kyrkan. | Belinda Olsson |
| 16 | 2011-12-15 | Debatt om utvisningen av en familj i Ånge och om Sverigedemokraten Kent Ekeroths kopplingar till olika affärer i ett av Uppdrag gransknings program. Dessutom debatt om hur säkerheten på skolor ska bli bättre efter en knivattack i en skola i Kristianstad. | Belinda Olsson |
| 17 | 2011-12-22 | Okänt innehåll. | Belinda Olsson |

## Säsong 20
Sändes mellan januari och maj 2012.
| Nr | Datum      | Synopsis | Programledare        |
| -- | ---------- | --- | -------------------- |
| 01 | 2012-01-19 | Debatt om TV3-programmet Mammor och minimodeller samt om dieten LCHF. | Belinda Olsson       |
| 02 | 2012-01-26 | Debatt om sexdömda taxichaufförer som får fortsätta att köra taxi trots tidigare domar. Dessutom debatt om SVT-programmet Mot alla odds.                                   | Belinda Olsson       |
| 03 | 2012-02-02 | Debatt om de dödsskjutningar som ägt rum i Malmö. Dessutom debatt om fenomenet överklassafari.                                                                             | Belinda Olsson       |
| 04 | 2012-02-09 | Debatt om Fredrik Reinfeldts förslag att tillåta folk att jobba längre än till 67 år. Dessutom debatt om homohatet på Twitter.                                             | Belinda Olsson       |
| 05 | 2012-02-16 | Debatt om vårdnadstvister och om vaccineringen mot svininfluensan och dess framtid.                                                                                        | Belinda Olsson       |
| 06 | 2012-02-23 | Debatt om politisk konst och giriga banker. | Belinda Olsson       |
| 07 | 2012-03-01 | Debatt om singelmammors rätt till insemination. Dessutom debatt om den rekorddyra bensinen.                                                                                | Belinda Olsson       |
| 08 | 2012-03-08 | Debatt om jobbkrisen, dvs. om det blir fler eller färre jobb i Sverige. Dessutom debatt om Sveriges inblandning i byggandet av en vapenfabrik i Saudiarabien.              | Belinda Olsson       |
| 09 | 2012-03-15 | Debatt om hänsyn för brottsoffer och gärningsmän. Dessutom debatt om svenska sportjournalister fjäskar för fotbollsspelaren Zlatan Ibrahimović.                            | Belinda Olsson       |
| 10 | 2012-03-22 | Debatt om aborter av foster med Downs syndrom. Dessutom debatt omm Syrien och husdjur i kyrkan.                                                                            | Belinda Olsson       |
| 11 | 2012-03-29 | Debatt om coacher och om barnfattigdom. Dessutom en debatt mellan Siewert Öholm och Dror Feiler om Malmös kommunalråd Ilmar Reepalu efter antisemitiska uttalanden.        | Belinda Olsson       |
| 12 | 2012-04-05 | Debatt om överfallsmisshandel och tiggare. Dessutom debatt om samfundet Plymouthbrödernas friskola i Långaryd som fått kritik från Skolverket.                             | Belinda Olsson       |
| 13 | 2012-04-12 | Debatt om vem som ska betala efter huliganer med bl.a. Björn Eriksson, Christian Agdur och Lars Stjernkvist. Dessutom debatt om operasexism och om man kan bota pedofiler. | Sara Wennerblom Arén |
| 14 | 2012-04-19 | Debatt om medias bevakning kring Anders Behring Breiviks pågående rättegång. Dessutom debatt om skönhetsingrepp.                                                           | Belinda Olsson       |
| 15 | 2012-04-26 | Debatt om det ska vara rätt att tvinga kommuner att ta emot flyktingbarn. Dessutom debatt om våldet på internatskolor.                                                     | Belinda Olsson       |
| 16 | 2012-05-03 | Debatt om man ska bojkotta sportevenemang som sänds från diktaturer. | Belinda Olsson       |
| 17 | 2012-05-10 | Debatt om dagis är skadligt för barn mellan bl.a. psykoanalytikern Rigmor Robèrt och TV-programledaren Ann Söderlund.                                                      | Belinda Olsson       |
| 18 | 2012-05-17 | Debatt om SVT-programmet Uppdrag gransknings avslöjande om kvinnosynen i moskéer.                                                                                          | Belinda Olsson       |

## Almedalsveckan 2012
Under Almedalsveckan 2012 direktsände Sveriges Television Debatt som under två kvällar tog upp ämnen kring det som talades om under veckans gång. Dessa program leddes av Belinda Olsson.
| Nr | Datum      | Synopsis | Programledare  |
| -- | ---------- | --- | -------------- |
| 01 | 2012-07-02 | Debatt om välfärden mellan bland andra Maria Abrahamsson och Josefin Brink. Dessutom debatt om Ship to Gaza.                                                                                    | Belinda Olsson |
| 02 | 2012-07-05 | Debatt om alkoholmoral mellan bland andra Emma Henriksson och Sanna Lundell. Dessutom debatt om den finansiella krisen bland Europas länder samt om kampanjer inför svenska riksdagsvalet 2014. | Belinda Olsson |

## Säsong 21
Sändes mellan augusti och december 2012.
| Nr | Datum      | Synopsis | Programledare   |
| -- | ---------- | --- | --------------- |
| 01 | 2012-08-30 | Debatt om Thomas Quick med bl.a. Göran Lambertz och Leif Silbersky. Dessutom debatt om myndigheternas miljonfester. | Belinda Olsson  |
| 02 | 2012-09-06 | Debatt om hur man får narkotikamissbrukare att söka hjälp och vilka krav samhället bör ställa på detta. | Belinda Olsson  |
| 03 | 2012-09-13 | Debatt om den så kallade Muhammedfilmen. Dessutom debatt om de svenska journalisterna Johan Persson och Martin Schibbye som satt fängslade i Etiopien.                                                                                | Belinda Olsson  |
| 04 | 2012-09-20 | Debatt om svensk invandring mellan integrationsminister Erik Ullenhag och Sverigedemokraternas partiledare Jimmie Åkesson. | Belinda Olsson  |
| 05 | 2012-09-27 | Debatt om barnidrott ska vara lek eller allvar mellan bl.a. Leif Svensson och Magnus Hedman. Programmet var en timme långt då man hann med en andra debatt om det pågående målet kring den utvisningshotade tvååriga flickan Haddile. | Belinda Olsson  |
| 06 | 2012-10-04 | Debatt om det är rätt eller fel av "Arga snickaren" (Anders Öfvergård) att göra dokusåpa om hemlösa, mellan bl.a. Anders Öfvergård och journalisten Aaron Israelsson. Dessutom debatt om yoga i skolan med bl.a. Siewert Öholm.       | Belinda Olsson  |
| 07 | 2012-10-11 | Debatt om nämndemän i rättegångar och om organisationen Greenpeace aktion mot kärnkraftverket Forsmark. | Belinda Olsson  |
| 08 | 2012-10-18 | Debatt om slarvet på Sveriges djurparker. | Belinda Olsson  |
| 09 | 2012-10-25 | Debatt mellan Kungaboksförfattarna om vem som sitter inne med sanningen om Kungens påstådda affärer. Dessutom debatt om Ship to Gaza och idrottsstjärnors nya vardag efter en elitkarriär.                                            | Belinda Olsson  |
| 10 | 2012-11-01 | Debatt om hyreshöjningar efter renoveringar och om spelmissbruk för ungdomar. | Janne Josefsson |
| 11 | 2012-11-08 | Debatt om Twittereliten i samhällsdebatten. Dessutom debatt om villkoren för kulturarbetare mellan Stig Larsson och Martina Montelius.                                                                                                | Belinda Olsson  |
| 12 | 2012-11-15 | Debatt om drevet mot Sverigedemokraterna. Dessutom debatt om bilföretaget Volvos varsel i Säffle. | Belinda Olsson  |
| 13 | 2012-11-22 | Debatt om hur man stoppar mord i relationer. Dessutom debatt om Israel-Palestina-konflikten. | Belinda Olsson  |
| 14 | 2012-11-29 | Debatt om man ska fira advent, Lucia och ha julavslutning i kyrkan. | Belinda Olsson  |
| 15 | 2012-12-06 | Debatt om sämre skolresultat mellan bl.a. skolminister Jan Björklund och lärare och elever. Dessutom debatt om barnboksförfattaren Stina Wirséns indragna bok.                                                                        | Belinda Olsson  |
| 16 | 2012-12-13 | Debatt om kritiken mot 2012 års julkalender. Dessutom debatt om dietformen LCHF. | Belinda Olsson  |
| 17 | 2012-12-20 | Årskrönika: Debattåret 2012 sammanfattas genom klipp från vårens och höstens debatter visas. | Belinda Olsson  |

## Säsong 22
Sändes mellan januari och maj 2013.
| Nr  | Datum      | Synopsis | Programledare    |
| --- | ---------- | --- | ---------------- |
| 01  | 2013-01-17 | Debatt om Uppdrag gransknings program om barnfattigdomen i Sverige. Dessutom debatt om månggifte ska bli accepterat i Sverige. | Kristina Hedberg |
| 02  | 2013-01-24 | Debatt om fallet Nora och psykiatrivården. Dessutom debatt om köttätandet och en eventuell köttskatt. | Kristina Hedberg |
| 03  | 2013-01-31 | Debatt om huruvida 90-talisterna är en förlorad generation, till följd av Instagram-upploppen i Göteborg. Dessutom debatt om huruvida det är lämpligt att Petra Mede leder Eurovision Song Contest 2013 när hon är nybliven mamma. | Kristina Hedberg |
| 04  | 2013-02-07 | Debatt om Moderaternas invandringspolitik. Dessutom debatt om näthatet samt debatt om Kronprinsessan Victorias figurerande på Gay-galan.                                                                                           | Kristina Hedberg |
| 05  | 2013-02-14 | Debatt om brottningens vara eller icke vara i OS Dessutom debatt om det svenska försvaret samt debatt om Leninpriset. | Kristina Hedberg |
| 06  | 2013-02-21 | Debatt om polisens jakt på papperslösa invandrade. Dessutom debatt om snusförbud i kommunerna. | Kristina Hedberg |
| 07  | 2013-02-28 | Debatt om dopinganklagelser inom skidsporten med anledning av det reportage Uppdrag Granskning sände samma vecka inom det ämnet.                                                                                                   | Kristina Hedberg |
| 08  | 2013-03-07 | Debatt om kvinnoförtryck inom islam mellan bl.a. Gudrun Schyman och Bahareh Andersson. | Kristina Hedberg |
| 09  | 2013-03-14 | Debatt om Uppdrag Gransknings reportage om personer från Kamerun som gästarbetade inom svensk skogsindustri och som kände sig lurade på lönen.                                                                                     | Kristina Hedberg |
| 10  | 2013-03-21 | Debatt om höjd pensionsålder. Dessutom debatt om man ska skänka pengar till tiggare. | Kristina Hedberg |
| 111 | 2013-04-04 | Debatt om ytliga barnprogram. Dessutom debatt om man ska kunna tjäna pengar på svensk vård mellan bl.a. Lars Stjernkvist och Daniel Suhonen.                                                                                       | Kristina Hedberg |
| 12  | 2013-04-11 | Debatt om polisens insatser till att lösa brott. Dessutom debatt om våldsamma fotbollssupportrar mellan före detta rikspolischefen Björn Eriksson och fotbollsklubben AIK Fotbolls ordförande Johan Segui.                         | Kristina Hedberg |
| 13  | 2013-04-18 | Debatt om hur Socialdemokraterna behandlat Omar Mustafa, då han tvingades avgå från den nyvalda partistyrelsen. | Belinda Olsson2  |
| 14  | 2013-04-25 | Debatt om rasismen i Sverige med bl.a. Anna Maria Corazza Bildt och Rossana Dinamarca. | Kristina Hedberg |
| 15  | 2013-05-02 | Debatt om Sveriges kung Carl XVI Gustaf borde abdikera från tronen mellan Catarina Hurtig och Henrik S Järrel. Dessutom debatt om nöjesfältet Lisebergs reklamkampanj som fått kritik av Grekland.                                 | Kristina Hedberg |
| 16  | 2013-05-09 | Debatt om Uppdrag gransknings granskning av polisen. Dessutom debatt om könsbestämning ska finnas med i exempelvis pass. | Kristina Hedberg |
| 173 | 2013-05-23 | Debatt om upploppen i stadsdelen Husby i Stockholm. | Kristina Hedberg |
| 18  | 2013-05-30 | Debatt om hetsen kring hälsa mellan Paolo Roberto och Martina Montelius. Dessutom debatt om historien kring den muslimske mannen som vägrade skaka hand med en kvinnlig chef.                                                      | Kristina Hedberg |

1 Det elfte debattprogrammet flyttades fram fjorton dagar på grund av att Sveriges Television sände serien The Bible på Debatts sändningstid.

2 Belinda Olsson, som varit fast programledare mellan 2009 och 2012, hoppade in som vikarie då Kristina Hedberg var på semester den veckan.

3 Det sjuttonde debattprogrammet flyttades fram en vecka på grund av sändningarna kring Eurovision Song Contest 2013.

## Almedalsveckan 2013
Under Almedalsveckan 2013 direktsände Sveriges Television Debatt varje kväll, för att diskutera det som dagens parti hade tagit upp. Varje program direktsändes efter att varje partiledare hade hållit sitt Almedalstal, dock undantaget för Centerpartiets och Socialdemokraternas dagar som sändes på lördagen och söndagen den veckan. Programmen leddes av Kristina Hedberg och Erik Blix, där Blix intervjuade partiledarna medan Hedberg höll sig till övriga debatter som skedde i några av programmen. Komikerna Göran Gabrielsson och Rachel Molin bistod varje dag med roliga inslag i form av imitationer av kända svenskar.
De program som hade en debatt efter partiledarnas eftersnack var sextio minuter långt, medan de program som var utan en övrig debatt, vilka sändes den 30/6, 6/7 och 7/7, var trettio minuter.
| Nr | Datum      | Synopsis | Programledare                  |
| -- | ---------- | --- | ------------------------------ |
| 01 | 2013-06-30 | Debatt kring Kristdemokraternas dag med partiledaren Göran Hägglund. | Kristina Hedberg och Erik Blix |
| 02 | 2013-07-01 | Debatt kring Sverigedemokraternas dag med partiledaren Jimmie Åkesson. Dessutom debatt om svenskhet mellan bl.a. Jasenko Selimovic och Mattias Karlsson.                  | Kristina Hedberg och Erik Blix |
| 03 | 2013-07-02 | Debatt kring Miljöpartiets dag med språkröret Gustav Fridolin. Dessutom debatt om politiker som blir PR-konsulter efter sina karriärer.                                   | Kristina Hedberg och Erik Blix |
| 04 | 2013-07-03 | Debatt kring Moderaternas dag med partiledaren Fredrik Reinfeldt. Dessutom debatt det behövs ett feministiskt parti i Sverige mellan Gudrun Schyman och Birgitta Ohlsson. | Kristina Hedberg och Erik Blix |
| 05 | 2013-07-04 | Debatt kring Vänsterpartiets dag med partiledaren Jonas Sjöstedt. Dessutom debatt om våldtäktslagstiftningen.                                                             | Kristina Hedberg och Erik Blix |
| 06 | 2013-07-05 | Debatt kring Folkpartiets dag med partiledaren Jan Björklund. Dessutom debatt om framtida skolan mellan Tomas Tobé och Ibrahim Baylan.                                    | Kristina Hedberg och Erik Blix |
| 07 | 2013-07-06 | Debatt kring Centerpartiets dag med partiledaren Annie Lööf. | Kristina Hedberg och Erik Blix |
| 08 | 2013-07-07 | Debatt kring Socialdemokraternas dag med partiledaren Stefan Löfvén. | Kristina Hedberg och Erik Blix |

## Säsong 23
Sändes mellan augusti och december 2013.
| Nr | Datum      | Synopsis | Programledare    |
| -- | ---------- | --- | ---------------- |
| 01 | 2013-08-29 | Debatt om stängningen av internatskolan Lundsberg. Dessutom debatt om byggandet av en gruva i Kallak utanför Jokkmokk mellan aktivister och politiker.              | Kristina Hedberg |
| 02 | 2013-09-05 | Debatt om USA ska attackera Syrien. Dessutom debatt om 5:2-dieten.                                                                                                  | Kristina Hedberg |
| 03 | 2013-09-12 | Debatt om skottlossningar i Göteborgsområdet. Dessutom debatt om att införa sexualundervisning i alla skolämnen.                                                    | Kristina Hedberg |
| 04 | 2013-09-19 | Debatt om ett möjligt femte jobbskatteavdrag. Dessutom debatt om att förbjuda hemläxor.                                                                             | Kristina Hedberg |
| 05 | 2013-09-26 | Debatt om polisens sätt att föra register över romer i Sverige. Dessutom debatt om vindrickande kan ha en hälsomässig effekt.                                       | Kristina Hedberg |
| 06 | 2013-10-03 | Debatt om en friande våldtäktsdom i Svea Hovrätt som vållat kritik för att domen blev friande. Dessutom debatt om bluffreklam.                                      | Kristina Hedberg |
| 07 | 2013-10-10 | Debatt om äldreboenden i Sverige gällande vem som har rätt att få bo på ett ålderdomshem. Dessutom debatt om e-cigaretter.                                          | Kristina Hedberg |
| 08 | 2013-10-17 | Debatt om barn som utvisas med sina föräldrar. Dessutom debatt om mäklare egentligen behövs vid bostadsförsäljningar.                                               | Kristina Hedberg |
| 09 | 2013-10-24 | Debatt om arbetsplatsolyckor. Dessutom debatt om boxning mellan boxaren Maria Lindberg och Boxningsförbundet                                                        | Kristina Hedberg |
| 10 | 2013-10-31 | Debatt om högtiden Halloween. Dessutom debatt om friskolor efter ett reportage i Uppdrag Granskning som avslöjade att vissa friskolor väljer bort "stökiga" elever. | Belinda Olsson1  |
| 11 | 2013-11-07 | Debatt om tårtningen av Jimmie Åkesson, avlyssning och en stripteaseklubb i Kiruna.                                                                                 | Kristina Hedberg |
| 12 | 2013-11-14 | Debatt om glesbygdspolitik och abort. | Kristina Hedberg |
| 13 | 2013-11-21 | Debatt om kvotering i näringslivet. Dessutom debatt om vägglöss och solarier.                                                                                       | Kristina Hedberg |
| 14 | 2013-11-28 | Debatt om Uppdrag gransknings reportage om mutanklagelser i Göteborg.                                                                                               | Kristina Hedberg |
| 15 | 2013-12-05 | Debatt om svenska skolelevers dåliga resultat i skolor. Dessutom debatt om försäljning av elfenben förbjudas i Sverige.                                             | Kristina Hedberg |
| 16 | 2013-12-12 | Debatt om populismen inom kristendomen mellan Marcus Birro och Ann Heberlein.                                                                                       | Kristina Hedberg |
| 17 | 2013-12-19 | Årskrönika: Debattåret 2013 sammanfattas. | Kristina Hedberg |

1 Belinda Olsson, som varit fast programledare mellan 2009 och 2012, hoppade in som vikarie då Kristina Hedberg var på semester den veckan.

## Säsong 24
Sändes mellan januari och maj 2014. Sveriges Television annonserade ut att denna säsong skulle innehålla 18 program, men endast 17 av dessa sändes. Det sista avsnittet utannonserades som att det skulle flyttas fram en vecka i maj månad, men ströks sedan helt.
| Nr | Datum       | Synopsis | Programledare    |
| -- | ----------- | --- | ---------------- |
| 01 | 2014-01-16  | Debatt om feminism med bl.a. Belinda Olsson, Gudrun Schyman och Ebba Witt-Brattström. Dessutom debatt om tågsäkerheten i Sverige                                         | Kristina Hedberg |
| 02 | 2014-01-23  | Debatt om cancerköer i svensk sjukvård. Dessutom debatt om populismen inom kristendomen mellan Marcus Birro och Ann Heberlein.                                           | Kristina Hedberg |
| 03 | 2014-01-30  | Debatt om Olympiska vinterspelen 2014 kontra politik. Dessutom debatt om extremistpartiernas framväxt i EU.                                                              | Kristina Hedberg |
| 04 | 2014-02-06  | Debatt om drogen cannabis borde bli laglig i Sverige. Dessutom debatt om situationen kring tiggare i Sverige.                                                            | Kristina Hedberg |
| 05 | 2014-02-13  | Debatt om räkor ska förbjudas att säljas i Sverige. Dessutom debatt om Uppdrag gransknings reportage om mordet i Husby i Stockholm 2013.                                 | Janne Josefsson  |
| 06 | 2014-02-20  | Debatt om den svenska bostadsbristen mellan Stefan Attefall och Veronica Palm.                                                                                           | Kristina Hedberg |
| 07 | 2014-02-27  | Debatt om Jimmie Åkessons beskrivning av sin barndom i Sölvesborg. Dessutom debatt om kulturpolitiken.                                                                   | Kristina Hedberg |
| 08 | 2014-03-061 | Debatt om åsiktsfrågan mellan bl.a. Eva Hamilton från SVT, Jan Helin från Aftonbladet och debattören Lotta Gröning. Dessutom debatt om krisen i Ukraina.                 | Kristina Hedberg |
| 09 | 2014-03-13  | Debatt om hur man ska stoppa nazismen i Sverige. | Kristina Hedberg |
| 10 | 2014-03-20  | Debatt om Försvarsmakten tar ansvar för välmåendet av utlandssoldater efter tjänstgöring.                                                                                | Kristina Hedberg |
| 11 | 2014-03-27  | Debatt om skolan mellan Jan Björklund, Ibrahim Baylan och Göran Greider. Dessutom debatt om killduos i tv-världen mellan Julia Skott och Erik Hörstadius.                | Kristina Hedberg |
| 12 | 2014-04-03  | Debatt om TV3-programmet Trolljägarna med bl.a. Robert Aschberg. Dessutom debatt om fotbollssupportrar.                                                                  | Kristina Hedberg |
| 13 | 2014-04-10  | Debatt om Sverigedemokraternas besök på olika arbetsplatser i Sverige. Dessutom debatt om förlossningsvården och om Uppdrag gransknings smygfilmning av en kyrklig bikt. | Kristina Hedberg |
| 14 | 2014-04-17  | Debatt om burhöns. Dessutom debatt om 90-talister på arbetsmarknaden. | Kristina Hedberg |
| 15 | 2014-04-24  | Debatt om missnöje kring hantverkare med bl.a. Anders Öfvergård. Dessutom debatt om GMO-foder.                                                                           | Kristina Hedberg |
| 16 | 2014-05-01  | Debatt om fredagsmys har blivit ett problem för folkhälsan. | Kristina Hedberg |
| 17 | 2014-05-152 | Debatt om mångmiljonindustrin kring flyktingboenden mellan bl.a. Bert Karlsson, Claes Malmberg, Attendo Care och Migrationsverket.                                       | Kristina Hedberg |

1 Sändningen skedde från en annan studio än den ordinarie studion.

2 Programmet flyttades fram en vecka på grund av sändningarna kring den andra semifinalen av Eurovision Song Contest 2014.

## Almedalsveckan 2014
Under Almedalsveckan 2014 direktsände Sveriges Television Debatt från Visby. Varje dag under Almedalsveckan hade ett av de åtta riksdagspartierna sin dag och på kvällen höll dess partiledare ett direktsänt tal. Efter talet sändes Debatt där programledaren Kristina Hedberg intervjuade partiledaren om vad denne hade talat om i sitt tal. I vissa program kom även andra debatter att hållas, och då under ledning av Axel Gordh Humlesjö. 
Vilket parti som hade respektive sändningsdag följdes av ordningen från föregående år, dock att det parti som hade sista dagen fick den första dagen.
| Nr | Datum      | Synopsis | Programledare                            |
| -- | ---------- | --- | ---------------------------------------- |
| 01 | 2014-06-29 | Debatt kring Socialdemokraternas dag med partiledaren Stefan Löfvén.                                                                                | Kristina Hedberg och Axel Gordh Humlesjö |
| 02 | 2014-06-30 | Debatt kring Kristdemokraternas dag med partiledaren Göran Hägglund. Dessutom debatt om jämställdhet mellan bl.a. Maria Arnholm och Gudrun Schyman. | Kristina Hedberg och Axel Gordh Humlesjö |
| 03 | 2014-07-01 | Debatt kring Sverigedemokraternas dag med partiledaren Jimmie Åkesson.                                                                              | Kristina Hedberg och Axel Gordh Humlesjö |
| 04 | 2014-07-02 | Debatt kring Miljöpartiets dag med språkröret Gustav Fridolin.                                                                                      | Kristina Hedberg och Axel Gordh Humlesjö |
| 05 | 2014-07-03 | Debatt kring Moderaternas dag med partiledaren Fredrik Reinfeldt.                                                                                   | Kristina Hedberg och Axel Gordh Humlesjö |
| 06 | 2014-07-04 | Debatt kring Vänsterpartiets dag med partiledaren Jonas Sjöstedt.                                                                                   | Kristina Hedberg och Axel Gordh Humlesjö |
| 07 | 2014-07-05 | Debatt kring Folkpartiets dag med partiledaren Jan Björklund.                                                                                       | Kristina Hedberg och Axel Gordh Humlesjö |
| 08 | 2014-07-06 | Debatt kring Centerpartiets dag med partiledaren Annie Lööf.                                                                                        | Kristina Hedberg och Axel Gordh Humlesjö |

## Säsong 25
Sändes mellan september och december 2014.
| Nr | Datum      | Synopsis | Programledare    |
| -- | ---------- | --- | ---------------- |
| 01 | 2014-09-18 | Debatt om personer som i sociala medier blockerar vänner som röstat på Sverigedemokraterna. Dessutom debatt om terrorgruppen IS.                                           | Kristina Hedberg |
| 02 | 2014-09-25 | Debatt om den svenska versionen av tv-programmet Paradise Hotel. Dessutom debatt om Socialdemokraterna mellan Göran Greider och Anna Johansson.                            | Kristina Hedberg |
| 03 | 2014-10-02 | Debatt om att göra svenska gymnasieskolan obligatorisk. Dessutom debatt om omklippningen i nyutgåvan av TV-serien om Pippi Långstrump från 1969.                           | Kristina Hedberg |
| 04 | 2014-10-09 | Debatt om Sveriges erkännande av staten Palestina. Dessutom debatt om dödshjälp.                                                                                           | Kristina Hedberg |
| 05 | 2014-10-16 | Debatt om Ebolafeber. Dessutom debatt om sockerprodukter med bland andra Katrin Zytomierska och Ann Fernholm.                                                              | Kristina Hedberg |
| 06 | 2014-10-23 | Debatt om den då pågående utbåtsjakten i Stockholms skärgård. | Kristina Hedberg |
| 07 | 2014-10-30 | Debatt om utseendehetsning med bl.a. TV4-profilen Anna Brolin. Dessutom debatt om domen mot gatukonstnären Dan Park.                                                       | Belinda Olsson1  |
| 08 | 2014-11-06 | Debatt om licensjakt på varg. Dessutom debatt om missbruksdöden. | Kristina Hedberg |
| 09 | 2014-11-13 | Debatt om TV-serien Gift vid första ögonkastet. Dessutom debatt om hur samhället ska stoppa drogen Spice.                                                                  | Kristina Hedberg |
| 10 | 2014-11-20 | Debatt om ekologisk mat. Dessutom debatt om att införa kändisskatter. | Kristina Hedberg |
| 11 | 2014-11-27 | Debatt om mediekritiken mot författaren Marcus Birro. Dessutom debatt om magsäcksoperationer för överviktiga barn och debatt om sexism mot kvinnliga journalister.         | Belinda Olsson1  |
| 12 | 2014-12-04 | Debatt om Regeringskrisen i Sverige 2014. | Kristina Hedberg |
| 13 | 2014-12-11 | Debatt om tidigare svenska ministrar som lämnar politiken för näringslivet. Dessutom debatt om att kriminalvården har tagit bort kortlekar på fängelser och om julklappar. | Kristina Hedberg |
| 14 | 2014-12-18 | Debatt om invandringskostnader. Dessutom debatt om självförsvarskurser och om särskrivning.                                                                                | Kristina Hedberg |

1 Belinda Olsson hoppade in som vikarie vid två sändningar då ordinarie programledare Kristina Hedberg var ledig.

## Säsong 26
Sändes mellan januari och maj 2015.
| Nr | Datum      | Synopsis | Programledare    |
| -- | ---------- | --- | ---------------- |
| 01 | 2015-01-15 | Debatt om svenska mediers roll gällande Attentatet mot Charlie Hebdo. Dessutom debatt om SVT-programmet Fosterland.                                                           | Kristina Hedberg |
| 02 | 2015-01-22 | Debatt om flyktingpolitiken i Europa. Dessutom debatt om träningsformen crossfit.                                                                                             | Kristina Hedberg |
| 03 | 2015-01-29 | Debatt om MMA-träning för barn och om Regina Lunds mediumfrågespalt. Dessutom debatt om att betyg från årskurs fyra införs i svenska skolor.                                  | Kristina Hedberg |
| 04 | 2015-02-05 | Debatt om sexköpslagen. | Kristina Hedberg |
| 05 | 2015-02-19 | Debatt om terrororganisationen IS. Dessutom debatt om filmen Fifty Shades of Grey och om utökat rökförbud i Sverige.                                                          | Kristina Hedberg |
| 06 | 2015-02-26 | Debatt om förslaget om sex timmars arbetsdag. | Kristina Hedberg |
| 07 | 2015-03-05 | Debatt om flygresor angående miljökraven. | Kristina Hedberg |
| 08 | 2015-03-12 | Debatt om skrotandet av Saudiavtalet. Dessutom debatt om surrogatmammor. | Kristina Hedberg |
| 09 | 2015-03-19 | Debatt om skottlossningen på Vårväderstorget i Göteborg. | Kristina Hedberg |
| 10 | 2015-03-26 | Debatt om höjningen av arbetsgivaravgiften. Dessutom debatt om att införa färre lag i Fotbollsallsvenskan samt om Earth Hour.                                                 | Kristina Hedberg |
| 11 | 2015-04-02 | Debatt om att skrota systemet med Nämndemän i svenska rättegångar. Dessutom debatt om Wellness-syndromet.                                                                     | Kristina Hedberg |
| 12 | 2015-04-09 | Debatt om EU-migranterna. | Kristina Hedberg |
| 13 | 2015-04-16 | Debatt om ishockeyvåldet. | Kristina Hedberg |
| 14 | 2015-04-23 | Debatt om flyktingbåtarna över Medelhavet. Dessutom debatt om barn har blivit beroende av digitala plattformar.                                                               | Kristina Hedberg |
| 15 | 2015-04-30 | Debatt om skilda öppettider för män och kvinnor på badhus. Dessutom debatt om abortvägran.                                                                                    | Kristina Hedberg |
| 16 | 2015-05-07 | Debatt om kritiken inom Moderaterna angående Decemberöverenskommelsen. Dessutom debatt om hur (o)farligt det är att äta bacon.                                                | Kristina Hedberg |
| 17 | 2015-05-14 | Debatt om Miljöpartiets språkrör Åsa Romsons uttalande i Sveriges Televisions partiledardebatt. Dessutom debatt om svenska idrottsmän ska ha rätt att använda indiansymboler. | Kristina Hedberg |
| 18 | 2015-05-28 | Debatt om yttrandefriheten i Sverige. | Kristina Hedberg |

## Almedalsveckan 2015
Under Almedalsveckan 2015 direktsände Sveriges Television Debatt från Visby. Varje dag hade ett av de åtta riksdagspartierna sin dag och på kvällen höll dess partiledare ett direktsänt tal. Efter talet sändes Debatt där programledaren Belinda Olsson intervjuade partiledaren om vad denne hade talat om i sitt tal. I vissa program förekom även andra debatter, som då programleddes av Axel Gordh Humlesjö. 
Vilket parti som hade respektive sändningsdag följdes av ordningen från föregående år, dock att det parti som hade sista dagen året innan fick den första dagen det här året.
| Nr | Datum      | Synopsis                                                               | Programledare                          |
| -- | ---------- | ---------------------------------------------------------------------- | -------------------------------------- |
| 01 | 2015-06-28 | Debatt kring Centerpartiets dag med partiledaren Annie Lööf.           | Belinda Olsson och Axel Gordh Humlesjö |
| 02 | 2015-06-29 | Debatt kring Socialdemokraternas dag med partiledaren Stefan Löfvén.   | Belinda Olsson och Axel Gordh Humlesjö |
| 03 | 2015-06-30 | Debatt kring Kristdemokraternas dag med partiledaren Ebba Busch Thor.  | Belinda Olsson och Axel Gordh Humlesjö |
| 04 | 2015-07-01 | Debatt kring Sverigedemokraternas dag med partiledaren Jimmie Åkesson. | Belinda Olsson och Axel Gordh Humlesjö |
| 05 | 2015-07-02 | Debatt kring Miljöpartiets dag med språkröret Gustav Fridolin.         | Belinda Olsson och Axel Gordh Humlesjö |
| 06 | 2015-07-03 | Debatt kring Moderaternas dag med partiledaren Anna Kinberg Batra.     | Belinda Olsson och Axel Gordh Humlesjö |
| 07 | 2015-07-04 | Debatt kring Vänsterpartiets dag med partiledaren Jonas Sjöstedt.      | Belinda Olsson och Axel Gordh Humlesjö |
| 08 | 2015-07-05 | Debatt kring Folkpartiets dag med partiledaren Jan Björklund.          | Belinda Olsson och Axel Gordh Humlesjö |

## Säsong 27
Sändes mellan augusti och december 2015. I denna säsong delades programledaransvaret lika mellan fem tidigare programledare, nämligen Lennart Persson, Janne Josefsson, Axel Gordh Humlesjö, Belinda Olsson och Kristina Hedberg. Denna säsong blev den dittills sista säsongen med Debatt. Programmet ersätts istället med ett annat liknande debattprogram.
| Nr | Datum      | Synopsis | Programledare                            |
| -- | ---------- | --- | ---------------------------------------- |
| 01 | 2015-08-20 | Debatt om kvinnoförtryck i svenska förorter. Dessutom debatt om friskolor och förslag om att förbjuda kommersiell pornografi.                      | Axel Gordh Humlesjö                      |
| 02 | 2015-08-27 | Debatt om nya Millenniumboken mellan Björn Ranelid och Svante Weyler. Dessutom debatt om fri hyressättning mellan Mehmet Kaplan och Jan Björklund. | Lennart Persson                          |
| 03 | 2015-09-03 | Specialinsatt program om flyktingkrisen med bland andra migrationsminister Morgan Johansson.                                                       | Kristina Hedberg                         |
| 04 | 2015-09-10 | Debatt om publiceringar på döda människor. Dessutom debatt om det fria skolvalet.                                                                  | Lennart Persson                          |
| 05 | 2015-09-17 | Debatt om flyktingkrisen i Europa mellan svenska och danska politiker.                                                                             | Kristina Hedberg och Clement Kjersgaard1 |
| 06 | 2015-09-24 | Debatt om EU-migranter. Dessutom debatt om näringslivets och PR-branschens kontakter med Sverigedemokraterna.                                      | Belinda Olsson                           |
| 07 | 2015-10-01 | Debatt om uppståndelsen kring AIK-Hammarby-matchen i Allsvenskan 2015. Dessutom debatt om kritiken mot företaget Åhléns modeller.                  | Janne Josefsson                          |
| 08 | 2015-10-08 | Debatt om monarkin i Sverige mellan skådespelaren Sven Wollter och Patrik Åkesson från Rojalistiska föreningen.                                    | Lennart Persson                          |
| 09 | 2015-10-15 | Debatt om att införa en ny civilkurage-lag i Sverige. Dessutom debatt om sänkta löner för nyanlända.                                               | Janne Josefsson                          |
| 10 | 2015-10-22 | Debatt om skolattacken i Trollhättan. | Belinda Olsson                           |
| 11 | 2015-10-29 | Debatt om mjölkindustrin mellan en vegan och en mjölkbonde. Dessutom debatt om kvinnors surfande vid amning.                                       | Lennart Persson                          |
| 12 | 2015-11-05 | Debatt om dåliga opinionssiffror för riksdagspartierna. Dessutom debatt om dokumentärfilmen Även de döda har ett namn.                             | Lennart Persson                          |
| 13 | 2015-11-12 | Debatt om förskönande bilder på Instagram. Dessutom debatt om så kallade "trigger warnings".                                                       | Belinda Olsson                           |
| 14 | 2015-11-19 | Debatt om hur världen ska stoppa terrororganisationen IS. Dessutom debatt om julshopping.                                                          | Kristina Hedberg                         |
| 15 | 2015-11-26 | Debatt om migrationspolitiken. Dessutom debatt om drogmissbruk ska avkriminaliseras.                                                               | Kristina Hedberg                         |
| 16 | 2015-12-03 | Debatt om skönhetsbranschen. Dessutom debatt om Terrordåden i Paris mellan bl.a. KG Hammar och Siewert Öholm.                                      | Belinda Olsson                           |
| 17 | 2015-12-10 | Debatt om jämställdhet mellan svenska och danska politiker.                                                                                        | Belinda Olsson och Clement Kjersgaard2   |

1 Sändningen var en specialsändning mellan SVT och DR som skedde i en tv-studio i Köpenhamn i Danmark. Programmet gick under namnet Debatt Danmark-Sverige.

2 Sändningen var en specialsändning mellan SVT och DR som skedde i en tv-studio i Göteborg i Sverige. Programmet gick under namnet Debatt Sverige-Danmark.